# Футбольні клуби Росії у єврокубках

## Сезон 1992—1993
- ЦСКА (чемпіон  СРСР 1991)
  - 1-й раунд Ліги чемпіонів
    - 16.09 Вікінгур (Рейк’явік, Ісландія)  —  ЦСКА 0:1
    - 30.09 ЦСКА  —  Вікінгур (Рейк’явік, Ісландія) 4:2

  - 2-й раунд Ліги чемпіонів
    - 21.10 ЦСКА  —  Барселона (Іспанія) 1:1
    - 04.11 Барселона (Іспанія)  —  ЦСКА 2:3

  - груповий етап Ліги чемпіонів
    - 25.11 Брюгге (Бельгія)  —  ЦСКА 1:0
    - 09.12 ЦСКА  —  Рейнджерс (Глазго, Шотландія) 0:1
    - 03.03 ЦСКА  —  Олімпік (Марсель, Франція) 1:1
    - 17.03 Олімпік (Марсель, Франція)  —  ЦСКА 6:0
    - 07.04 ЦСКА  —  Брюгге (Бельгія) 1:2
    - 21.04 Рейнджерс (Глазго, Шотландія)  —  ЦСКА 0:0

- «Спартак» Москва (переможець Кубка СРСР—СНД 1991—92)
  - 1-й раунд Кубка володарів кубків
    - 16.09 Спартак  —  Авенір (Бегген, Люксембург) 0:0
    - 30.09 Авенір (Бегген, Люксембург)  —  Спартак 1:5

  - 2-й раунд Кубка володарів кубків
    - 22.10 Спартак  —  Ліверпуль (Англія) 4:2
    - 04.11 Ліверпуль (Англія)  —  Спартак 0:2

  - 1—4 фіналу Кубка володарів кубків
    - 02.03 Феєнорд (Роттердам, Нідерланди)  —  Спартак 0:1
    - 18.03 Спартак  —  Феєнорд (Роттердам, Нідерланди) 3:1

  - 1—2 фіналу Кубка володарів кубків
    - 07.04 Спартак  —  Антверпен (Бельгія) 1:0
    - 22.04 Антверпен (Бельгія)  —  Спартак 3:1

- «Торпедо» Москва (3 місце в Чемпіонаті СРСР 1991)
  - 1-й раунд Кубка УЄФА
    - 16.09 Манчестер Юнайтед (Англія)  —  Торпедо 0:0
    - 29.09 Торпедо  —  Манчестер Юнайтед (Англія) 0:0 по пен. 4:3

  - 2-й раунд Кубка УЄФА
    - 21.10 Реал (Мадрид, Іспанія)  —  Торпедо 5:2
    - 04.11 Торпедо  —  Реал (Мадрид, Іспанія) 3:2

- «Динамо» Москва (6 місце в Чемпіонаті СРСР 1991)
  - 1-й раунд Кубка УЄФА
    - 16.09 Динамо  —  Русенборг (Тронхейм, Норвегія) 5:1
    - 30.09 Русенборг (Тронхейм, Норвегія)  —  Динамо 2:0

  - 2-й раунд Кубка УЄФА
    - 22.10 Торіно (Турин, Італія)  —  Динамо 1:2
    - 05.11 Динамо  —  Торіно (Турин, Італія) 0:0

  - 3-й раунд Кубка УЄФА
    - 25.11 Динамо  —  Бенфіка (Лісабон, Португалія) 2:2
    - 08.12 Бенфіка (Лісабон, Португалія)  —  Динамо 2:0

## Сезон 1993—1994
- «Спартак» Москва (чемпіон  Росії 1992)
  - 1—16 фіналу Ліги чемпіонів
    - 15.09 Сконто (Рига, Латвія)  —  Спартак 0:5
    - 29.09 Спартак  —  Сконто (Рига, Латвія) 4:0

  - 1—8 фіналу Ліги чемпіонів
    - 20.10 Лех (Познань, Польща)  —  Спартак 1:5
    - 03.11 Спартак  —  Лех (Познань, Польща) 2:1

  - груповий етап Ліги чемпіонів
    - 24.11 Монако (Монако, Франція)  —  Спартак 4:1
    - 08.12 Спартак  —  Галатасарай (Стамбул, Туреччина) 0:0
    - 02.03 Спартак  —  Барселона (Іспанія) 2:2
    - 16.03 Барселона (Іспанія)  —  Спартак 5:1
    - 30.03 Спартак  —  Монако (Монако, Франція) 0:0
    - 13.04 Галатасарай (Стамбул, Туреччина)  —  Спартак 1:2

- «Торпедо» Москва (переможець Кубка Росії 1992—93)
  - 1-й раунд Кубка володарів кубків
    - 15.09 Торпедо  —  Маккабі (Хайфа, Ізраїль) 1:0
    - 28.09 Маккабі (Хайфа, Ізраїль)  —  Торпедо 3:1

- «Спартак» Владикавказ (2 місце в Чемпіонаті Росії 1992)
  - 1-й раунд Кубка УЄФА
    - 15.09 Борусія (Дортмунд, Німеччина)  —  Спартак (Владикавказ) 0:0
    - 28.09 Спартак (Владикавказ)  —  Борусія (Дортмунд, Німеччина) 0:1

- «Динамо» Москва (3 місце в Чемпіонаті Росії 1992)
  - 1-й раунд Кубка УЄФА
    - 14.09 Динамо  —  Айнтрахт (Франкфурт-на-Майні, Німеччина) 0:6
    - 28.09 Айнтрахт (Франкфурт-на-Майні, Німеччина)  —  Динамо 1:2

- «Локомотив» Москва (4 місце в Чемпіонаті Росії 1992)
  - 1-й раунд Кубка УЄФА
    - 15.09 Ювентус (Турин, Італія)  —  Локомотив 3:0
    - 28.09 Локомотив  —  Ювентус (Турин, Італія) 0:1

## Сезон 1994—1995
- «Спартак» Москва (чемпіон  Росії 1993)
  - груповий етап Ліги чемпіонів
    - 14.09 Динамо (Київ, Україна)  —  Спартак 3:2
    - 28.09 Спартак  —  Парі Сен-Жермен (Париж, Франція) 1:2
    - 19.10 Спартак  —  Баварія (Мюнхен, Німеччина) 1:1
    - 02.11 Баварія (Мюнхен, Німеччина)  —  Спартак 2:2
    - 23.11 Спартак  —  Динамо (Київ, Україна) 1:0
    - 07.12 Парі Сен-Жермен (Париж, Франція)  —  Спартак 4:1

- ЦСКА (фіналіст Кубка Росії 1993—94)
  - 1-й раунд Кубка володарів кубків
    - 15.09 ЦСКА  —  Ференцварош (Будапешт, Угорщина) 2:1
    - 29.09 Ференцварош (Будапешт, Угорщина)  —  ЦСКА 2:1 по пен. 7:6

- «Ротор» Волгоград (2 місце в Чемпіонаті Росії 1993)
  - 1-й раунд Кубка УЄФА
    - 13.09 Ротор  —  Нант (Франція) 3:2
    - 27.09 Нант (Франція)  —  Ротор 3:0

- «Динамо» Москва (3 місце в Чемпіонаті Росії 1993)
  - 1-й раунд Кубка УЄФА
    - 13.09 Серен (Бельгія)  —  Динамо 3:4
    - 27.09 Динамо  —  Серен (Бельгія) 0:1

  - 2-й раунд Кубка УЄФА
    - 18.10 Динамо  —  Реал (Мадрид, Іспанія) 2:2
    - 01.11 Реал (Мадрид, Іспанія)  —  Динамо 4:0

- «Текстильник» Камишин (4 місце в Чемпіонаті Росії 1993)
  - 1-й раунд Кубка УЄФА
    - 13.09 Текстильник  —  Бекешчаба (Угорщина) 6:1
    - 27.09 Бекешчаба (Угорщина)  —  Текстильник 1:0

  - 2-й раунд Кубка УЄФА
    - 18.10 Нант (Франція)  —  Текстильник 2:0
    - 01.11 Текстильник  —  Нант (Франція) 1:2

## Сезон 1995—1996
- «Спартак» Москва (чемпіон  Росії 1994)
  - груповий етап Ліги чемпіонів
    - 13.09 Блекберн (Англія)  —  Спартак 0:1
    - 27.09 Спартак  —  Легія (Варшава, Польща) 2:1
    - 18.10 Русенборг (Тронхейм, Норвегія)  —  Спартак 2:4
    - 01.11 Спартак  —  Русенборг (Тронхейм, Норвегія) 4:1
    - 22.11 Спартак  —  Блекберн (Англія) 3:0
    - 06.12 Легія (Варшава, Польща)  —  Спартак 0:1

  - 1—4 фіналу Ліги чемпіонів
    - 06.03 Нант (Франція)  —  Спартак 2:0
    - 20.03 Спартак  —  Нант (Франція) 2:2

- «Динамо» Москва (переможець Кубка Росії 1994—95)
  - 1-й раунд Кубка володарів кубків
    - 14.09 Динамо  — Арарат (Єреван, Вірменія) 3:1
    - 28.09 Арарат (Єреван, Вірменія)  —  Динамо 0:1

  - 2-й раунд Кубка володарів кубків
    - 19.10 Динамо  —  Градец Кралове (Чехія) 1:0
    - 02.11 Градец Кралове (Чехія)   —  Динамо 1:0 по пен. 1:3

  - 1—4 фіналу Кубка володарів кубків
    - 07.03 Динамо  —  Рапід (Відень, Австрія) 0:1
    - 21.03 Рапід (Відень, Австрія)  —  Динамо 3:0

- «Локомотив» Москва (3 місце в Чемпіонаті Росії 1994)
  - 1-й раунд Кубка УЄФА
    - 12.09 Баварія (Мюнхен, Німеччина)  —  Локомотив 0:1
    - 26.09 Локомотив  —  Баварія (Мюнхен, Німеччина) 0:5

- «Ротор» Волгоград (4 місце в Чемпіонаті Росії 1994)
  - 1-й раунд Кубка УЄФА
    - 12.09 Ротор  —  Манчестер Юнайтед (Англія) 0:0
    - 26.09 Манчестер Юнайтед (Англія)  —  Ротор 2:2

  - 2-й раунд Кубка УЄФА
    - 17.10 Бордо (Франція)  —  Ротор 2:1
    - 31.10 Ротор  —  Бордо (Франція) 0:1

- «Спартак» Владикавказ (5 місце в Чемпіонаті Росії 1994)
  - 1-й раунд Кубка УЄФА
    - 12.09 Спартак (Владикавказ)  —  Ліверпуль (Англія) 1:2
    - 26.09 Ліверпуль (Англія)  —  Спартак (Владикавказ) 0:0

## Сезон 1996—1997
- «Спартак-Аланія» Владикавказ (чемпіон  Росії 1995)
  - 2-й кв.раунд Ліги чемпіонів
    - 07.08 Рейнджерс (Глазго, Шотландія)  —  Спартак-Аланія 3:1
    - 21.08 Спартак-Аланія  —  Рейнджерс (Глазго, Шотландія) 2:7

  - 1-й раунд Кубка УЄФА
    - 10.09 Спартак-Аланія  —  Андерлехт (Брюссель, Бельгія) 2:1
    - 24.09 Андерлехт (Брюсель, Бельгія)  —  Спартак-Аланія 4:0

- «Локомотив» Москва (переможець Кубка Росії 1995—96)
  - 1-й раунд Кубка володарів кубків
    - 12.09 Локомотив  —  Вартекс (Вараждин, Хорватія) 1:0
    - 26.09 Вартекс (Вараждин, Хорватія)  —  Локомотив 2:1

  - 2-й раунд Кубка володарів кубків
    - 17.10 Бенфіка (Лісабон, Португалія)  —  Локомотив 1:0
    - 31.10 Локомотив  —  Бенфіка (Лісабон, Португалія) 2:3

- «Спартак» Москва (3 місце в Чемпіонаті Росії 1995)
  - 2-й кв.раунд Кубка УЄФА
    - 06.08 Кроація (Загреб, Хорватія)  —  Спартак 3:1
    - 20.08 Спартак  —  Кроація (Загреб, Хорватія) 2:0

  - 1-й раунд Кубка УЄФА
    - 11.09 Спартак  —  Сількеборг (Данія) 3:2
    - 24.09 Сількеборг (Данія)  —  Спартак 1:2

  - 2-й раунд Кубка УЄФА
    - 16.10 Гамбург (Німеччина)  —  Спартак 3:0
    - 29.10 Спартак  —  Гамбург (Німеччина) 2:2

- «Динамо» Москва (4 місце в Чемпіонаті Росії 1995)
  - 2-й кв.раунд Кубка УЄФА
    - 06.08 Динамо  —  Джаз (Порі, Фінляндія) 1:1
    - 20.08 Джаз (Порі, Фінляндія)  —  Динамо 1:3

  - 1-й раунд Кубка УЄФА
    - 10.09 Рома (Рим, Італія)  —  «Динамо» Москва 3:0
    - 24.09 «Динамо» Москва  —  Рома (Рим, Італія) 1:3

- «Торпедо» Москва (5 місце в Чемпіонаті Росії 1995)
  - 2-й кв.раунд Кубка УЄФА
    - 06.08 Хайдук (Спліт, Хорватія)  —  Торпедо 1:0
    - 20.08 Торпедо  —  Хайдук (Спліт, Хорватія) 2:0

  - 1-й раунд Кубка УЄФА
    - 10.09 Торпедо  —  Динамо (Тбілісі, Грузія) 0:1
    - 24.09 Динамо (Тбілісі, Грузія)  —  Торпедо 1:1

- ЦСКА (6 місце в Чемпіонаті Росії 1995)
  - 2-й кв.раунд Кубка УЄФА
    - 06.08 Акранес (Акранес, Ісландія)  —  ЦСКА 0:2
    - 20.08 ЦСКА  —  Акранес (Акранес, Ісландія) 4:1

  - 1-й раунд Кубка УЄФА
    - 10.09 ЦСКА  —  Феєнорд (Роттердам, Нідерланди) 0:1
    - 24.09 Феєнорд (Роттердам, Нідерланди)  —  ЦСКА 1:1

- «Ротор» Волгоград (7 місце в Чемпіонаті Росії 1995)
  - Груповий турнір Кубка Інтертото
    - 22.06 Атака-Аура (Мінськ, Білорусь)  —  Ротор 0:4
    - 06.07 Ротор  —  Шахтар (Донецьк, Україна) 4:1
    - 13.07 Антальяспор (Анталія, Туреччина)  —  Ротор 2:1
    - 20.07 Ротор  —  Базель (Швейцарія) 3:2

  - Півфінали Кубка Інтертото
    - 27.07 ЛАСК (Линц, Австрія)  —  Ротор 2:2
    - 31.07 Ротор  —  ЛАСК (Линц, Австрія) 5:0

  - Фінали Кубка Інтертото
    - 06.08 Ротор  —  Генгам (Генган, Франція) 2:1
    - 20.08 Генгам (Генган, Франція)  —  Ротор 1:0

- «Уралмаш» Єкатеринбург (8 місце в Чемпіонаті Росії 1995)
  - Груповий турнір Кубка Інтертото
    - 22.06 Хіберніанс (Паола, Мальта)  —  Уралмаш 1:2
    - 06.07 Уралмаш  —  ЦСКА (Софія, Болгарія) 2:1
    - 13.07 Страсбур (Страсбург, Франція)  —  Уралмаш 1:1
    - 20.07 Уралмаш  —  Коджаеліспор (Ізміт, Туреччина) 2:0

  - Півфінали Кубка Інтертото
    - 27.07 Уралмаш  —  Сількеборг (Данія) 1:2
    - 31.07 Сількеборг (Данія)  —  Уралмаш 0:1

- «КАМАЗ» Набережні Човни (9 місце в Чемпіонаті Росії 1995)
  - Груповий турнір Кубка Інтертото
    - 22.06 КАМАЗ  —  Лодзь (Польща) 3:0
    - 29.06 Опава (Чехія) —  КАМАЗ 1:2
    - 13.07 КАМАЗ  —  Спартак (Варна, Болгарія) 2:2
    - 20.07 Мюнхен 1860 (Німеччина)  —  КАМАЗ 0:1

  - Півфінали Кубка Інтертото
    - 27.07 КАМАЗ  —  Генгам (Генган, Франція) 2:0
    - 31.07 Генгам (Генган, Франція)  —  КАМАЗ 4:0 в дод. час

## Сезон 1997—1998
- «Спартак» Москва (чемпіон  Росії 1996)
  - 2-й кв.раунд Ліги чемпіонів
    - 13.08 Кошице (Словаччина)  —  Спартак 2:1
    - 27.08 Спартак  —  Кошице (Словаччина) 0:0

  - 1-й раунд Кубка УЄФА
    - 16.09 Сьйон (Швейцарія)  —  Спартак 0:1
    - 30.09 Спартак  —  Сьйон (Швейцарія) 2:2[1]
    - 15.10 Спартак  —  Сьйон (Швейцарія) 5:1

  - 2-й раунд Кубка УЄФА
    - 21.10 Спартак  —  Вальядолід (Іспанія) 2:0
    - 04.11 Вальядолід (Іспанія)  —  Спартак 1:2

  - 3-й раунд Кубка УЄФА
    - 25.11 Карлсруе (Німеччина)  —  Спартак 0:0
    - 09.12 Спартак  —  Карлсруе (Німеччина) 1:0 в дод. час

  - 1—4 фіналу Кубка УЄФА
    - 03.03 Аякс (Амстердам, Нідерланди)  —  Спартак 1:3
    - 17.03 Спартак  —  Аякс (Амстердам, Нідерланди) 1:0

  - 1—2 фіналу Кубка УЄФА
    - 31.03 Інтер (Мілан, Італія)  —  Спартак 2:1
    - 14.04 Спартак  —  Інтер (Мілан, Італія) 1:2

- «Локомотив» Москва (переможець Кубка Росії 1996—97)
  - 1-й раунд Кубка володарів кубків
    - 17.09 Білшина (Бобруйськ, Білорусь)  —  Локомотив 1:2
    - 02.10 Локомотив  —  Білшина (Бобруйськ, Білорусь) 3:0

  - 2-й раунд Кубка володарів кубків
    - 23.10 Локомотив  —  Коджаеліспор (Ізміт, Туреччина) 2:1
    - 06.11 Коджаеліспор (Ізміт, Туреччина)  —  Локомотив 0:0

  - 1—4 фіналу Кубка володарів кубків
    - 05.03 АЕК (Афіни, Греція)  —  Локомотив 0:0
    - 19.03 Локомотив  —  АЕК (Афіни, Греція) 2:1

  - 1—2 фіналу Кубка володарів кубків
    - 02.04 Штутгарт (Німеччина)  —  Локомотив 2:1
    - 16.04 Локомотив  —  Штутгарт (Німеччина) 0:1

- «Аланія» Владикавказ (2 місце в Чемпіонаті Росії 1996)
  - 2-й кв.раунд Кубка УЄФА
    - 12.08 Аланія  —  Дніпро (Дніпропетровськ, Україна) 2:1
    - 26.08 Дніпро (Дніпропетровськ, Україна)  —  Аланія 1:4

  - 1-й раунд Кубка УЄФА
    - 16.09 МТК (Будапешт, Угорщина)  —  Аланія 3:0
    - 30.09 Аланія  —  МТК (Будапешт, Угорщина) 1:1

- «Ротор» Волгоград (3 місце в Чемпіонаті Росії 1996)
  - 2-й кв.раунд Кубка УЄФА
    - 12.08 Ротор  —  Одра (Водзіслав-Шльонський, Польща) 2:0
    - 26.08 Одра (Водзіслав-Шльонський, Польща)  —  Ротор 3:4

  - 1-й раунд Кубка УЄФА
    - 16.09 Ротор  —  Еребру (Швеція) 2:0
    - 30.09 Еребру (Швеція)  —  Ротор 1:4

  - 2-й раунд Кубка УЄФА
    - 21.10 Ротор  —  Лаціо (Рим, Італія) 0:0
    - 04.11 Лаціо (Рим, Італія)  —  Ротор 3:0

- «Динамо» Москва (4 місце в Чемпіонаті Росії 1996)
  - Груповий турнір Кубка Інтертото
    - 28.06 Динамо  —  Панахаїкі (Патри, Греція) 2:1
    - 05.07 Б-36 (Торсхавн, Фарерські острови)  —  Динамо 0:1
    - 12.07 Динамо  —  Генк (Генк, Бельгія) 3:2
    - 19.07 Стабек (Бекестуа, Норвегія)  —  Динамо 1:1

  - Півфінали Кубка Інтертото
    - 26.07 Динамо  —  Дуйсбург (Німеччина) 2:2
    - 30.07 Дуйсбург (Німеччина)  —  Динамо 3:1

- «Локомотив» Нижній Новгород (8 місце в Чемпіонаті Росії 1996)
  - Груповий турнір Кубка Інтертото
    - 28.06 Локомотив (Нижній Новгород)  — }} Пролетер (Зренянин, Югославія) 1:0
    - 05.07 Целе (Словенія)  —  Локомотив (Нижній Новгород) 1:2
    - 12.07 Локомотив (Нижній Новгород)  —  Антальяспор (Анталія, Туреччина) 1:0
    - 19.07 Маккабі (Хайфа, Ізраїль)  —  Локомотив (Нижній Новгород) 0:4

  - Півфінали Кубка Інтертото
    - 26.07 Локомотив (Нижній Новгород)  —  Хальмстад (Швеція) 0:0
    - 30.07 Хальмстад (Швеція)  —  Локомотив (Нижній Новгород) 1:0

- «Торпедо» Москва (12 місце в Чемпіонаті Росії 1996)
  - Груповий турнір Кубка Інтертото
    - 21.06 Мерані-91 (Тбілісі, Грузія)  —  Торпедо 0:2
    - 05.07 Торпедо  —  Іракліс (Салоніки, Греція) 4:1
    - 12.07 Флоріана (Мальта)  —  Торпедо 0:1
    - 19.07 Торпедо  —  Рід (Австрія) 2:0

  - Півфінали Кубка Інтертото
    - 26.07 Осер (Франція)  —  Торпедо 3:0
    - 30.07 Торпедо  —  Осер (Франція) 4:1

## Сезон 1998—1999
- «Спартак» Москва (чемпіон  Росії 1997)
  - 2-й кв.раунд Ліги чемпіонів
    - 12.08 Літекс (Ловеч, Болгарія)  —  Спартак 0:5
    - 26.08 Спартак  —  Літекс (Ловеч, Болгарія) 6:2

  - груповий етап Ліги чемпіонів
    - 16.09 Штурм (Грац, Австрія)  —  Спартак 0:2
    - 30.09 Спартак  —  Реал (Мадрид, Іспанія) 2:1
    - 21.10 Інтер (Мілан, Італія)  —  Спартак 2:1
    - 04.11 Спартак  —  Інтер (Мілан, Італія) 1:1
    - 25.11 Спартак  —  Штурм (Грац, Австрія) 0:0
    - 09.12 Реал (Мадрид, Іспанія)  —  Спартак 2:1

- «Локомотив» Москва (фіналіст Кубка Росії 1997—98)
  - 1-й раунд Кубка володарів кубків
    - 17.09 ЦСКА (Київ, Україна)  —  Локомотив 0:2
    - 01.10 Локомотив  —  ЦСКА (Київ, Україна) 3:1

  - 2-й раунд Кубка володарів кубків
    - 22.10 Локомотив  —  Спортінг (Брага, Португалія) 3:1
    - 05.11 Спортінг (Брага, Португалія)  —  Локомотив 1:0

  - 1—4 фіналу Кубка володарів кубків
    - 04.03 Локомотив  —  Маккабі (Хайфа, Ізраїль) 3:0
    - 18.03 Маккабі (Хайфа, Ізраїль)  —  Локомотив 0:1

  - 1—2 фіналу Кубка володарів кубків
    - 08.04 Локомотив  —  Лаціо (Рим, Італія) 1:1
    - 22.04 Лаціо (Рим, Італія)  —  Локомотив 0:0

- «Ротор» Волгоград (2 місце в Чемпіонаті Росії 1997)
  - 2-й кв.раунд Кубка УЄФА
    - 11.08 Црвена Звезда (Белград, Югославія)  —  Ротор (Волгоград) 2:1
    - 25.08 Ротор (Волгоград)  —  Црвена Звезда (Белград, Югославія) 1:2

- «Динамо» Москва (3 місце в Чемпіонаті Росії 1997)
  - 2-й кв.раунд Кубка УЄФА
    - 11.08 Полонія (Варшава, Польща)  —  Динамо 0:1
    - 25.08 Динамо  —  Полонія (Варшава, Польща) 1:0

  - 1-й раунд Кубка УЄФА
    - 15.09 Динамо  —  Сконто (Рига, Латвія) 2:2
    - 29.09 Сконто (Рига, Латвія)  —  Динамо 2:3

  - 2-й раунд Кубка УЄФА
    - 20.10 Динамо  —  Реал Сосьєдад (Сан-Себастьян, Іспанія) 2:3
    - 03.11 Реал Сосьєдад (Сан-Себастьян, Іспанія)  —  Динамо 3:0

- «Шинник» Ярославль (4 місце в Чемпіонаті Росії 1997)
  - 2-й раунд Кубка Інтертото
    - 04.07 ТПС (Турку, Финляндия)  —  Шинник (Ярославль) 0:2
    - 11.07 Шинник (Ярославль)  —  ТПС (Турку, Финляндия) 3:2

  - 3-й раунд Кубка Інтертото
    - 18.07 Валенсія (Іспанія)  —  Шинник (Ярославль) 4:1
    - 25.07 Шинник (Ярославль)  —  Валенсія (Іспанія) 1:0

- «Балтика» Калінінград (9 місце в Чемпіонаті Росії 1997)
  - 1-й раунд Кубка Інтертото
    - 20.06 Балтика  —  Спартак (Варна, Болгарія) 4:0
    - 27.06 Спартак (Варна, Болгарія)  —  Балтика 1:1

  - 2-й раунд Кубка Інтертото
    - 04.07 Тренчин (Словаччина)  —  Балтика 0:1
    - 11.07 Балтика  —  Тренчин (Словаччина) 0:0

  - 3-й раунд Кубка Інтертото
    - 18.07 Войводина (Нови Сад, Югославія)  —  Балтика 4:1
    - 25.07 Балтика  —  Войводина (Нови Сад, Югославія) 1:0

## Сезон 1999—2000
- «Спартак» Москва (чемпіон  Росії 1998)
  - 3-й кв.раунд Ліги чемпіонів
    - 11.08 Спартак  —  Партизан (Белград, Югославія) 2:0
    - 25.08 Партизан (Белград, Югославія)  —  Спартак 1:3

  - 1-й груповий етап Ліги чемпіонів
    - 15.09 Віллем II (Тилбург, Нідерланди)  —  Спартак 1:3
    - 21.09 Спартак  — Спарта (Прага, Чехія) 1:1
    - 28.09 Бордо (Франція)  —  Спартак 2:1
    - 20.10 Спартак  —  Бордо (Франція) 1:2
    - 26.10 Спартак  —  Віллем II (Тилбург, Нідерланди) 1:1
    - 03.11 Спарта (Прага, Чехія) —  Спартак 5:2

  - 3-й раунд Кубка УЄФА
    - 02.12 Спартак  —  Лідс (Англія) 2:1
    - 09.12 Лідс (Англія)  —  Спартак 1:0

- ЦСКА (2 місце в Чемпіонаті Росії 1998)
  - 2-й кв.раунд Ліги чемпіонів
    - 28.07 ЦСКА  —  Мольде (Норвегія) 2:0
    - 04.08 Мольде (Норвегія)  —  ЦСКА 4:0

- «Зеніт» Санкт-Петербург (переможець Кубка Росії 98—99)
  - 1-й раунд Кубка УЄФА
    - 16.09 Зеніт  —  Болонья (Італія) 0:3
    - 30.09 Болонья (Італія)  —  Зеніт 2:2

- «Локомотив» Москва (3 місце в Чемпіонаті Росії 1998)
  - 1-й кв.раунд Кубка УЄФА
    - 12.08 БАТЕ (Борисов, Білорусь)  —  Локомотив 1:7
    - 25.08 Локомотив  —  БАТЕ (Борисов, Білорусь) 5:0

  - 1-й раунд Кубка УЄФА
    - 16.09 Люнгбю (Данія)  —  Локомотив 1:2
    - 30.09 Локомотив  —  Люнгбю (Данія) 3:0

  - 2-й раунд Кубка УЄФА
    - 21.10 Лідс (Англія)  —  Локомотив 4:1
    - 04.11 Локомотив  —  Лідс (Англія) 0:3

- «Ростсельмаш» Ростов-на-Дону (6 місце в Чемпіонаті Росії 1998)
  - 2-й раунд Кубка Інтертото
    - 03.07 Цементарніца (Скоп’є, Македонія)  —  Ростсельмаш (Ростов-на-Дону) 1:1
    - 10.07 Ростсельмаш (Ростов-на-Дону)  —  Цементарніца (Скоп’є, Македонія) 2:1

  - 3-й раунд Кубка Інтертото
    - 17.07 Вартекс (Вараждин, Хорватія)  —  Ростсельмаш (Ростов-на-Дону) 1:2
    - 24.07 Ростсельмаш (Ростов-на-Дону)  —  Вартекс (Вараждин, Хорватія) 0:1

  - Півфінали Кубка Інтертото
    - 28.07 Ростсельмаш (Ростов-на-Дону)  —  Ювентус (Турин, Італія) 0:4
    - 04.08 Ювентус (Турин, Італія)  —  Ростсельмаш (Ростов-на-Дону) 5:1

## Сезон 2000—2001
- «Спартак» Москва (чемпіон  Росії 1999)
  - 1-й груповий етап Ліги чемпіонів
    - 12.09 Спартак  —  Баєр (Леверкузен, Німеччина) 2:0
    - 20.09 Реал (Мадрид, Іспанія)  —  Спартак 1:0
    - 27.09 Спартак  —  Спортінг (Лісабон, Португалія) 3:1
    - 17.10 Спортінг (Лісабон, Португалія)  —  Спартак 0:3
    - 25.10 Баєр (Леверкузен, Німеччина)  —  Спартак 1:0
    - 07.11 Спартак  —  Реал (Мадрид, Іспанія) 1:0

  - 2-й груповий етап Ліги чемпіонів
    - 22.11 Спартак  —  Арсенал (Лондон, Англія) 4:1
    - 05.12 Ліон (Ліон, Франція)  —  Спартак 3:0
    - 13.02 Баварія (Мюнхен, Німеччина)  —  Спартак 1:0
    - 21.02 Спартак  —  Баварія (Мюнхен, Німеччина) 0:3
    - 06.03 Арсенал (Лондон, Англія)  —  Спартак 1:0
    - 14.03 Спартак  —  Ліон (Ліон, Франція) 1:1

- «Локомотив» Москва (2 місце в Чемпіонаті Росії 1999)
  - 3-й кв.раунд Ліги чемпіонів
    - 08.08 Бешикташ (Стамбул, Туреччина)  —  Локомотив 3:0
    - 23.08 Локомотив  —  Бешикташ (Стамбул, Туреччина) 1:3

  - 1-й раунд Кубка УЄФА
    - 14.09 Локомотив  —  Нефтохимик (Бургас, Болгарія) 4:2
    - 28.09 Нефтохимик (Бургас, Болгарія)  —  Локомотив 0:0

  - 2-й раунд Кубка УЄФА
    - 26.10 Локомотив  —  Інтер (Братислава, Словаччина) 1:0
    - 09.11 Інтер (Братислава, Словаччина)  —  Локомотив 1:2

  - 3-й раунд Кубка УЄФА
    - 23.11 Локомотив  —  Райо Вальєкано (Мадрид, Іспанія) 0:0
    - 07.12 Райо Вальєкано (Мадрид, Іспанія)  —  Локомотив 2:0

- ЦСКА (фіналіст Кубка Росії 1999—2000)
  - 1-й раунд Кубка УЄФА
    - 14.09 ЦСКА  —  Віборг (Данія) 0:0
    - 26.09 Віборг (Данія)  —  ЦСКА 1:0 в доп.вр

- «Торпедо» Москва (4 місце в Чемпіонаті Росії 1999)
  - 1-й раунд Кубка УЄФА
    - 14.09 Лозанна (Швейцарія)  —  Торпедо 3:2
    - 28.09 Торпедо  —  Лозанна (Швейцарія) 0:2

- «Динамо» Москва (5 місце в Чемпіонаті Росії 1999)
  - 1-й раунд Кубка УЄФА
    - 14.09 Ліллестрем (Норвегія)  —  Динамо 3:1
    - 28.09 Динамо  —  Ліллестрем (Норвегія) 2:1

- «Аланія» Владикавказ (6 місце в Чемпіонаті Росії 1999)
  - 1-й раунд Кубка УЄФА
    - 14.09 Аланія (Владикавказ)  —  Аміка (Вронкі, Польща) 0:3
    - 28.09 Аміка (Вронкі, Польща)  —  Аланія (Владикавказ) 2:0

- «Ростсельмаш» Ростов-на-Дону (7 місце в Чемпіонаті Росії 1999)
  - 3-й раунд Кубка Інтертото
    - 15.07 Ростсельмаш (Ростов-на-Дону)  —  Осер (Франція) 0:2
    - 22.07 Осер (Франція)  —  Ростсельмаш (Ростов-на-Дону) 3:1

- «Зеніт» Санкт-Петербург (8 місце в Чемпіонаті Росії 1999)
  - 2-й раунд Кубка Інтертото
    - 01.07 Зеніт  —  Приморьє (Айдовщина, Словенія) 3:0
    - 08.07 Приморьє (Айдовщина, Словенія)  —  Зеніт 1:3

  - 3-й раунд Кубка Інтертото
    - 15.07 Зеніт  —  Татабанья(Угорщина) 2:1
    - 22.07 Татабанья(Угорщина)  —  Зеніт 1:2

  - Півфінали Кубка Інтертото
    - 26.07 Зеніт  —  Бредфорд (Англія) 1:0
    - 02.08 Бредфорд (Англія)  —  Зеніт 0:3

  - Фінали Кубка Інтертото
    - 08.08 Сельта (Виго, Іспанія)  —  Зеніт 2:1
    - 22.08 Зеніт  —  Сельта (Виго, Іспанія) 2:2

## Сезон 2001—2002
- «Спартак» Москва (чемпіон  Росії 2000)
  - 1-й груповий етап Ліги чемпіонів
    - 18.09 Спартак  —  Феєнорд (Роттердам, Нідерланди) 2:2
    - 25.09 Спартак  —  Баварія (Мюнхен, Німеччина) 1:3
    - 10.10[2] Спарта (Прага, Чехія)  —  Спартак 2:0
    - 17.10 Баварія (Мюнхен, Німеччина)  —  Спартак 5:1
    - 23.10 Феєнорд (Роттердам, Нідерланди)  —  Спартак 2:1
    - 31.10 Спартак  —  Спарта (Прага, Чехія) 2:2

- «Локомотив» Москва (2 місце в Чемпіонаті Росії 2000)
  - 3-й кв.раунд Ліги чемпіонів
    - 07.08 Локомотив  —  Тіроль (Інсбрук, Австрія) 3:1
    - 22.08 Тіроль (Інсбрук, Австрія)  —  Локомотив 0:1[3]
    - 08.09 Тіроль (Інсбрук, Австрія)  —  Локомотив 1:0

  - 1-й груповий етап Ліги чемпіонів
    - 11.09 Локомотив  —  Андерлехт (Брюсель, Бельгія) 1:1
    - 19.09 Реал (Мадрид, Іспанія)  —  Локомотив 4:0
    - 26.09 Рома (Рим, Італія)  —  Локомотив 2:1
    - 16.10 Локомотив  —  Рома (Рим, Італія) 0:1
    - 24.10 Андерлехт (Брюсель, Бельгія)  —  Локомотив 1:5
    - 30.10 Локомотив  —  Реал (Мадрид, Іспанія) 2:0

  - 3-й раунд Кубка УЄФА
    - 20.11 Хапоель (Тель-Авів, Ізраїль)  —  Локомотив 2:1
    - 04.12 Локомотив  —  Хапоель (Тель-Авів, Ізраїль) 0:1

- «Анжі» Махачкала (фіналіст Кубка Росії 2000—01)
  - 1-й раунд Кубка УЄФА[4]
    - 27.09 Рейнджерс (Глазго, Шотландія)  —  Анжі (Махачкала) 1:0

- «Торпедо» Москва (3 місце в Чемпіонаті Росії—2000)
  - 1-й раунд Кубка УЄФА
    - 20.09 Іпсвіч (Англія)  —  Торпедо 1:1
    - 27.09 Торпедо  —  Іпсвіч (Англія) 1:2

- «Динамо» Москва (5 місце в Чемпіонаті Росії—2000)
  - 1-й раунд Кубка УЄФА
    - 20.09 Динамо  —  Біркіркара (Мальта) 1:0
    - 27.09 Біркіркара (Мальта)  —  Динамо 0:0

  - 2-й раунд Кубка УЄФА
    - 18.10 Рейнджерс (Глазго, Шотландія)  —  Динамо 3:1
    - 01.11 Динамо  —  Рейнджерс (Глазго, Шотландія) 1:4

- «Чорноморець» Новоросійськ (6 місце в Чемпіонаті Росії 2000)
  - 1-й раунд Кубка УЄФА
    - 19.09 Чорноморець (Новоросійськ)  —  Валенсія (Іспанія) 0:1
    - 27.09 Валенсія (Іспанія)  —  Чорноморець (Новоросійськ) 5:0

 В 2001 році  російські клуби в  кубку Інтертото не брали участь. 

## Сезон 2002—2003
- «Спартак» Москва (чемпіон  Росії 2001)
  - 1-й груповий етап Ліги чемпіонів
    - 17.09 Базель (Швейцарія)  —  Спартак 2:0
    - 25.09 Спартак  —  Валенсія (Іспанія) 0:3
    - 02.10 Ліверпуль (Англія)  —  Спартак 5:0
    - 22.10 Спартак  —  Ліверпуль (Англія) 1:3
    - 05.11 Спартак  —  Базель (Швейцарія) 0:2
    - 12.11 Валенсія (Іспанія)  —  Спартак 3:0

- «Локомотив» Москва (2 місце в Чемпіонаті Росії 2001)
  - 3-й кв.раунд Ліги чемпіонів
    - 14.08 ГАК (Грац, Австрія)  —  Локомотив 0:2
    - 28.08 Локомотив  —  ГАК (Грац, Австрія) 3:3

  - 1-й груповий етап Ліги чемпіонів
    - 18.09 Локомотив  —  Галатасарай (Стамбул, Туреччина) 0:2
    - 24.09 Брюгге (Брюгге, Бельгія)  —  Локомотив 0:0
    - 01.10 Локомотив  —  Барселона (Іспанія) 1:3
    - 23.10 Барселона (Іспанія)  —  Локомотив 1:0
    - 29.10 Галатасарай (футбольний клуб) (Стамбул, Туреччина)  —  Локомотив 1:2
    - 13.11 Локомотив  —  Брюгге (Брюгге, Бельгія) 2:0

  - 2-й груповий етап Ліги чемпіонів 1-6 туры
    - 26.11 Локомотив  —  Борусія (Дортмунд, Німеччина) 1:2
    - 11.12 Реал (Мадрид, Іспанія)  —  Локомотив 2:2
    - 18.02 Мілан (Італія)  —  Локомотив 1:0
    - 25.02 Локомотив  —  Мілан (Італія) 0:1
    - 12.03 Борусія (Дортмунд, Німеччина)  —  Локомотив 3:0
    - 18.03 Локомотив  —  Реал (Мадрид, Іспанія) 0:1

- ЦСКА (переможець Кубка Росії 2001—02)
  - 1-й раунд Кубка УЄФА
    - 19.09 ЦСКА  —  Парма (Італія) 1:1
    - 03.10 Парма (Італія)  —  ЦСКА 3:2

- «Зеніт» Санкт-Петербург (3 місце в Чемпіонаті Росії 2001)
  - Кв. раунд Кубка УЄФА
    - 15.08 Енкамп  (Андорра-ла-Велья, Андорра)  —  Зеніт 0:5
    - 29.08 Зеніт  —  Енкамп  (Андорра-ла-Велья, Андорра) 8:0

  - 1-й раунд Кубка УЄФА
    - 19.09 Грассхопперс (Цюрих, Швейцарія)  —  Зеніт 3:1
    - 03.10 Зеніт  —  Грассхопперс (Цюрих, Швейцарія) 2:1

- «Крила Рад» Самара (5 місце в Чемпіонаті Росії 2001)
  - 2-й раунд Кубка Інтертото
    - 06.07 Крила Рад (Самара)  —  Дінабург (Даугавпілс, Латвія) 3:0
    - 13.07 Дінабург (Даугавпілс, Латвія)  —  Крила Рад (Самара) 0:1

  - 3-й раунд Кубка Інтертото
    - 20.07 Крила Рад (Самара)  —  Віллем II (Тилбург, Нідерланди) 3:1
    - 27.07 Віллем II (Тилбург, Нідерланди)  —  Крила Рад (Самара) 2:0

## Сезон 2003—2004
- «Локомотив» Москва (чемпіон  Росії 2002)
  - 3-й кв. раунд Ліги чемпіонів
    - 13.08 Шахтар (Донецьк, Україна)  —  Локомотив 1:0
    - 27.08 Локомотив  —  Шахтар (Донецьк, Україна) 3:1 (М. Ашветія, 20, 45+2, С. Ігнашевич, 86-пен.)

  - груповий етап Ліги чемпіонів
    - 17.09 Динамо (Київ, Україна)  —  Локомотив 2:0
    - 30.09 Локомотив  —  Арсенал (Лондон, Англія) 0:0
    - 21.10 Локомотив  —  Інтер (Мілан, Італія) 3:0 (Д. Лоськов, 2, М. Ашветія, 50, Д. Хохлов, 57)
    - 05.11 Інтер (Мілан, Італія)  —  Локомотив 1:1 (Д. Лоськов, 57)
    - 25.11 Локомотив  —  Динамо (Київ, Україна) 3:2 (М. Бузникін, 28, С. Ігнашевич, 45+1-пен., У. Паркс, 89)
    - 10.12 Арсенал (Лондон, Англія)  —  Локомотив 2:0

  - 1—8 фіналу Ліги чемпіонів
    - 24.02 Локомотив  —  Монако (Франція) 2:1 (М. Ізмайлов, 32, В. Маминов,59)
    - 10.03 Монако (Франція)  —  Локомотив 1:0

- ЦСКА (2 місце в Чемпіонаті Росії 2002)
  - 2-й кв.раунд Ліги чемпіонів
    - 30.07 ЦСКА  —  Вардар (Скоп’є, Македонія) 1:2
    - 06.08 Вардар (Скоп’є, Македонія)  —  ЦСКА 1:1
    - Поразка від клубу, який займав 238-е місце в клубному рейтингу УЄФА, стало найжорстокішим для російських команд за весь час виступу в єврокубках.[5]

- «Спартак» Москва (переможець Кубка Росії 2002—03)
  - 1-й раунд Кубка УЄФА
    - 24.09 Спартак  —  Есб'єрг (Данія) 2:0
    - 15.10 Есб'єрг (Данія)  —  Спартак 1:1

  - 2-й раунд Кубка УЄФА
    - 06.11 Спартак  —  Динамо (Бухарест, Румунія) 4:0
    - 27.11 Динамо (Бухарест, Румунія)   —  Спартак 3:1

  - 3-й раунд Кубка УЄФА
    - 26.02 Спартак  —  Мальорка (Пальма, Іспанія) 0:3
    - 03.03 Мальорка (Пальма, Іспанія)  —  Спартак 0:1

- «Торпедо» Москва (4 місце в Чемпіонаті Росії 2002)
  - Кв. раунд Кубка УЄФА
    - 14.08 Торпедо  —  Доманьяно (Сан-Марино) 5:0
    - 28.08 Доманьяно (Сан-Марино)   —  Торпедо 0:4

  - 1-й раунд Кубка УЄФА
    - 24.09 ЦСКА (Софія, Болгарія)  —  Торпедо 1:1
    - 15.10 Торпедо  —  ЦСКА (Софія, Болгарія) 1:1 по пен. 3:2

  - 2-й раунд Кубка УЄФА
    - 06.11 Вільяреал  (Вільяреал, Іспанія)  —  Торпедо 2:0
    - 27.11 Торпедо  —  Вільяреал  (Вільяреал ь, Іспанія) 1:0

 В 2003 році  російські клуби в  кубку Інтертото не брали участь. 

## Сезон 2004—2005
- ЦСКА (чемпіон  Росії 2003)
  - 2-й кв.раунд Ліги чемпіонів
    - 28.07 Нефтчі (Баку, Азербайджан)  —  ЦСКА 0:0
    - 04.08 ЦСКА  —  Нефтчі (Баку, Азербайджан) 2:0

  - 3-й кв.раунд Ліги чемпіонів
    - 10.08 ЦСКА  —  Рейнджерс (Глазго, Шотландія) 2:1
    - 24.08 Рейнджерс (Глазго, Шотландія)  —  ЦСКА 1:1

  - груповий етап Ліги чемпіонів
    - 14.09 Порту (Португалія)  —  ЦСКА 0:0
    - 29.09 ЦСКА  —  Парі Сен-Жермен (Париж, Франція) 2:0
    - 20.10 Челсі (Лондон, Англія)  —  ЦСКА 2:0
    - 02.11 ЦСКА  —  Челсі (Лондон, Англія) 0:1
    - 24.11 ЦСКА  —  Порту (Португалія) 0:1
    - 07.12 Парі Сен-Жермен (Париж, Франція)  —  ЦСКА 1:3

  - 1—16 фіналу Кубка УЄФА
    - 17.02 ЦСКА  —  Бенфіка (Лісабон, Португалія) 2:0
    - 24.02 Бенфіка (Лісабон, Португалія)  —  ЦСКА 1:1

  - 1—8 фіналу Кубка УЄФА
    - 10.03 Партизан (Белград, Сербія і Чорногорія)  —  ЦСКА 1:1
    - 17.03 ЦСКА  —  Партизан (Белград, Сербія і Чорногорія) 2:0

  - 1—4 фіналу Кубка УЄФА
    - 07.04 ЦСКА  —  Осер (Франція) 4:0
    - 14.04 Осер (Франція)  —  ЦСКА 2:0

  - 1—2 фіналу Кубка УЄФА
    - 28.04 Парма (Італія)  —  ЦСКА 0:0
    - 05.05 ЦСКА  —  Парма (Італія) 3:0

  - Фінал  Кубка УЄФА, Лісабон
    - 18.05 [[Спортінг (Лісабон)|Спортінг (Лісабон, Португалія)]]  —  ЦСКА 1:3

  - Суперкубок, Монако
    - 27.08 Ліверпуль (Англія)  —  ЦСКА 3:1 в дод. час

- «Терек» Грозний (переможець Кубка Росії 2003—04)
  - 2-й кв.раунд Кубка УЄФА
    - 12.08 Терек (Грозний)  —  Лех (Познань, Польща) 1:0
    - 26.08 Лех (Познань, Польща)  —  Терек (Грозний) 0:1

  - 3-й раунд Кубка УЄФА
    - 16.09 Терек (Грозний)  —  Базель (Швейцарія) 1:1
    - 30.09 Базель (Швейцарія)  —  Терек (Грозний) 2:0

- «Зеніт» Санкт-Петербург (2 місце в Чемпіонаті Росії 2003)
  - 2-й кв.раунд Кубка УЄФА
    - 12.08 Суперфунд (Пашинг, Австрія)  —  Зеніт 3:1
    - 26.08 Зеніт  —  Суперфунд (Пашинг, Австрія) 2:0

  - 3-й раунд Кубка УЄФА
    - 16.09 Зеніт  —  Црвена Звезда (Белград, Сербія і Чорногорія) 4:0
    - 30.09 Црвена Звезда (Белград, Сербія і Чорногорія)  —  Зеніт 1:2

  - груповий етап Кубка УЄФА
    - 21.10 Зеніт  —  АЕК (Афіни, Греція) 5:1
    - 04.11 Лілль (Франція)  —  Зеніт 2:1
    - 25.11 Зеніт  —  Севілья (Іспанія) 1:1
    - 02.12 Алеманія (Ахен, Німеччина)  —  Зеніт 2:2

- «Рубін» Казань (3 місце в Чемпіонаті Росії 2003)
  - 2-й кв.раунд Кубка УЄФА
    - 12.08 Рапід (Відень, Австрія)  —  Рубін 0:2
    - 26.08 Рубін  —  Рапід (Відень, Австрія) 0:3

- «Шинник» Ярославль (5 місце в Чемпіонаті Росії 2003)
  - 2-й раунд Кубка Інтертото
    - 03.07 Тепліце (Чехія) —  Шинник (Ярославль) 1:2
    - 10.07 Шинник (Ярославль)  — Тепліце (Чехія) 2:0

  - 3-й раунд Кубка Інтертото
    - 17.07 Шинник (Ярославль)  —  Лейрія (Португалія) 1:4
    - 24.07 Лейрія (Португалія)  —  Шинник (Ярославль) 2:1

- «Спартак» Москва (10 місце в Чемпіонаті Росії 2003)
  - 1-й раунд Кубка Інтертото
    - 19.06 Спартак  —  Атлантас (Клайпеда, Литва) 2:0
    - 26.06 Атлантас (Клайпеда, Литва)  —  Спартак 1:0

  - 2-й раунд Кубка Інтертото
    - 03.07 Спартак  —  Камен-Інград (Веліка, Хорватія) 4:1
    - 10.07 Камен-Інград (Веліка, Хорватія)  —  Спартак 0:1

  - 3-й раунд Кубка Інтертото
    - 17.07 Вільяреал  (Вільяреал ь, Іспанія)  —  Спартак 1:0
    - 24.07 Спартак  —  Вільяреал  (Вільяреаль, Іспанія) 2:2

## Сезон 2005—2006
- «Локомотив» Москва (чемпіон  Росії 2004)
  - 2-й кв.раунд Ліги чемпіонів
    - 27.07 Работнички (Скоп’є, Македонія)  —  Локомотив 1:1
    - 03.08 Локомотив  —  Работнички (Скоп’є, Македонія) 2:0

  - 3-й кв.раунд Ліги чемпіонів
    - 10.08 Рапід (Відень, Австрія)  —  Локомотив 1:1
    - 23.08 Локомотив  —  Рапід (Відень, Австрія) 0:1

  - 1-й раунд Кубка УЄФА
    - 15.09 Бранн (Берген, Норвегія)  —  Локомотив 1:2
    - 29.09 Локомотив  —  Бранн (Берген, Норвегія) 3:2

  - груповий етап Кубка УЄФА
    - 19.10 Локомотив  —  Еспаньйол (Барселона, Іспанія) 0:1
    - 03.11 Палермо (Італія)  —  Локомотив 0:0
    - 23.11 Локомотив  —  Брондбю (Брённбю, Данія) 4:2
    - 30.11 Маккабі (Петах-Тіква, Ізраїль)  —  Локомотив 0:4

  - 1—16 фіналу Кубка УЄФА
    - 15.02 Локомотив  —  Севілья (Іспанія) 0:1
    - 23.02 Севілья (Іспанія)  —  Локомотив 2:0

- ЦСКА (переможець Кубка УЄФА 2004—05)
  - 1-й раунд Кубка УЄФА
    - 15.09 ЦСКА  —  Мідтьюлланн (Данія) 3:1
    - 29.09 Мідтьюлланн (Данія)  —  ЦСКА 1:3

  - груповий етап Кубка УЄФА
    - 20.10 ЦСКА  —  Олімпік (Марсель, Франція) 1:2
    - 03.11 Геренвен (Нідерланди)  —  ЦСКА 0:0
    - 24.11 ЦСКА  —  Левскі (Софія, Болгарія) 2:1
    - 01.12 Динамо (Бухарест, Румунія)   —  ЦСКА 1:0

- «Крила Рад» Самара (3 місце в Чемпіонаті Росії 2004)
  - 2-й кв.раунд Кубка УЄФА
    - 11.08 Крила Рад (Самара)  —  БАТЕ (Борисов, Білорусь) 2:0
    - 25.08 БАТЕ (Борисов, Білорусь)  —  Крила Рад (Самара) 0:2

  - 1-й раунд Кубка УЄФА
    - 15.09 Крила Рад (Самара)  —  АЗ (Алкмаар, Нідерланди) 5:3
    - 29.09 АЗ (Алкмаар, Нідерланди)  —  Крила Рад (Самара) 3:1

- «Зеніт» Санкт-Петербург (4 місце в Чемпіонаті Росії 2004)
  - 2-й кв.раунд Кубка УЄФА
    - 11.08 Суперфунд (Пашинг, Австрія)  —  Зеніт 2:2
    - 25.08 Зеніт  —  Суперфунд (Пашинг, Австрія) 1:1

  - 1-й раунд Кубка УЄФА
    - 15.09 Зеніт  —  АЕК (Афіни, Греція) 0:0
    - 29.09 АЕК (Афіни, Греція)  —  Зеніт 0:1

  - груповий етап Кубка УЄФА
    - 20.10 Зеніт  —  Віторія Гімараїш (Гімараїш, Португалія)  2:1
    - 03.11 Болтон (Англія)  —  Зеніт 1:0
    - 24.11 Зеніт  —  Севілья (Іспанія) 2:1
    - 01.12 Бешикташ (Стамбул, Туреччина)  —  Зеніт 1:1

  - 1—16 фіналу Кубка УЄФА
    - 16.02 Русенборг (Тронхейм, Норвегія)  —  Зеніт 0:2
    - 23.02 Зеніт  —  Русенборг (Тронхейм, Норвегія) 2:1

  - 1—8 фіналу Кубка УЄФА
    - 09.03 Олімпік (Марсель, Франція)  —  Зеніт 0:1
    - 16.03 Зеніт  —  Олімпік (Марсель, Франція) 1:1

  - 1—4 фіналу Кубка УЄФА
    - 30.03 Севілья (Іспанія)  —  Зеніт 4:1
    - 06.04 Зеніт  —  Севілья (Іспанія) 1:1

 В 2005 році російські клуби в  кубку Інтертото не брали участь. 

## Сезон 2006—2007
- ЦСКА (чемпіон  Росії 2005 и обладатель Кубка Росії 2005—06)
  - 3-й кв.раунд Ліги чемпіонів
    - 09.08 ЦСКА  —  Ружомберок (Словаччина) 3:0
    - 23.08 Ружомберок (Словаччина)  —  ЦСКА 0:2

  - груповий етап Ліги чемпіонів
    - 13.09 Порту (Португалія)  —  ЦСКА 0:0
    - 26.09 ЦСКА  —  Гамбург (Німеччина) 1:0
    - 17.10 ЦСКА  —  Арсенал (Лондон, Англія) 1:0
    - 01.11 Арсенал (Лондон, Англія)  —  ЦСКА 0:0
    - 21.11 ЦСКА  —  Порту (Португалія) 0:2
    - 06.12 Гамбург (Німеччина)  —  ЦСКА 3:2

  - 1—16 фіналу Кубка УЄФА
    - 14.02 ЦСКА  —  Маккабі (Хайфа, Ізраїль) 0:0
    - 22.02 Маккабі (Хайфа, Ізраїль)  —  ЦСКА 1:0

- «Спартак» Москва (2 місце в Чемпіонаті Росії 2005 и фіналіст Кубка Росії 2005—06)
  - 2-й кв. раунд Ліги чемпіонів
    - 26.07 Шериф (Тирасполь, Молдова)  —  Спартак 1:1
    - 02.08 Спартак  —  Шериф (Тирасполь, Молдова) 0:0

  - 3-й кв.раунд Ліги чемпіонів
    - 09.08 Слован (Ліберец, Чехія) —  Спартак 0:0
    - 23.08 Спартак  — Слован (Ліберец, Чехія) 2:1

  - груповий етап Ліги чемпіонів
    - 12.09 Баварія (Мюнхен, Німеччина)  —  Спартак 4:0
    - 27.09 Спартак  —  Спортінг (Лісабон, Португалія) 1:1
    - 18.10 Інтер (Мілан, Італія)  —  Спартак 2:1
    - 31.10 Спартак  —  Інтер (Мілан, Італія) 0:1
    - 22.11 Спартак  —  Баварія (Мюнхен, Німеччина) 2:2
    - 05.12 Спортінг (Лісабон, Португалія)  —  Спартак 1:3

  - 1—16 фіналу Кубка УЄФА
    - 15.02 Спартак  —  Сельта (Віго, Іспанія) 1:1
    - 22.02 Сельта (Віго, Іспанія)  —  Спартак 2:1

- «Локомотив» Москва (3 місце в Чемпіонаті Росії 2005)
  - 1-й раунд Кубка УЄФА
    - 14.09 Локомотив  —  Зюлте-Варегем (Варегем, Бельгія) 2:1
    - 28.09 Зюлте-Варегем (Варегем, Бельгія)  —  Локомотив 2:0

- «Рубін» Казань (4 місце в Чемпіонаті Росії 2005)
  - 2-й кв. раунд Кубка УЄФА
    - 10.08 Рубін  —  БАТЕ (Борисов, Білорусь) 3:0
    - 24.08 БАТЕ (Борисов, Білорусь)  —  Рубін 0:2

  - 1-й раунд Кубка УЄФА
    - 14.09 Рубін  —  Парма (Італія) 0:1
    - 28.09 Парма (Італія)  —  Рубін 1:0

- «Москва» Москва (5 місце в Чемпіонаті Росії 2005)
  - Другий круг Кубка Інтертото
    - 01.07 Москва  —  МТЗ-РИПО (Мінськ, Білорусь) 2:0
    - 08.07 МТЗ-РИПО (Мінськ, Білорусь)  —  Москва 0:1

  - Третій круг Кубка Інтертото
    - 15.07 Герта (Берлін, Німеччина)  —  Москва 0:0
    - 22.07 Москва  —  Герта (Берлін, Німеччина) 0:2

## Сезон 2007—2008
- ЦСКА (чемпіон  Росії 2006)
  - груповий етап Ліги чемпіонів
    - 19.09 ПСВ (Ейндховен, Нідерланди)  —  ЦСКА 2:1
    - 02.10 ЦСКА  —  Фенербахче (Стамбул, Туреччина) 2:2
    - 23.10 ЦСКА  —  Інтер (Мілан, Італія) 1:2
    - 07.11 Інтер (Мілан, Італія)  —  ЦСКА 4:2
    - 27.11 ЦСКА  —  ПСВ (Ейндховен, Нідерланди) 0:1
    - 12.12 Фенербахче (Стамбул, Туреччина)  —  ЦСКА 3:1

- «Спартак» Москва (2 місце в Чемпіонаті Росії 2006)
  - 3-й кв.раунд Ліги чемпіонів
    - 15.08 Спартак  —  Селтік (Глазго, Шотландія) 1:1
    - 29.08 Селтік (Глазго, Шотландія)  —  Спартак 1:1 по пен. 4:3

  - 1-й раунд Кубка УЄФА
    - 20.09 Спартак  —  Хеккен (Гётеборг, Швеція) 5:0
    - 04.10 Хеккен (Гётеборг, Швеція)  —  Спартак 1:3

  - груповий етап Кубка УЄФА
    - 08.11 Спартак  —  Баєр (Леверкузен, Німеччина) 2:1
    - 29.11 Спарта (Прага, Чехія) —  Спартак 0:0
    - 06.12 Спартак  —  Цюрих (Швейцарія) 1:0
    - 19.12 Тулуза (Франція)  —  Спартак 2:1

  - 1—16 фіналу Кубка УЄФА
    - 13.02 Олімпік (Марсель, Франція)  —  Спартак 3:0
    - 21.02 Спартак  —  Олімпік (Марсель, Франція) 2:0

- «Локомотив» Москва (переможець Кубка Росії 2006—07)
  - 1-й раунд Кубка УЄФА
    - 20.09 Мідт’юлланн (Данія)  —  Локомотив 1:3
    - 04.10 Локомотив  —  Мідт’юлланн (Данія) 2:0

  - груповий етап Кубка УЄФА
    - 25.10 Локомотив  —  Атлетіко (Мадрид, Іспанія) 3:3
    - 08.11 Абердин (Единбург, Шотландія)  —  Локомотив 1:1
    - 29.11 Локомотив  —  Копенгаген (Данія) 0:1
    - 05.12 Панатінаїкос (Афіни, Греція)  —  Локомотив 2:0

- «Зеніт» Санкт-Петербург (4 місце в Чемпіонаті Росії 2006)
  - 2-й кв. раунд Кубка УЄФА
    - 16.08 Віон (Злате Моравце, Словаччина)  —  Зеніт 0:2
    - 30.08 Зеніт  —  Віон (Злате Моравце, Словаччина) 3:0

  - 1-й раунд Кубка УЄФА
    - 20.09 Зеніт  —  Стандард (Льєж, Бельгія) 3:0
    - 04.10 Стандард (Льєж, Бельгія)  —  Зеніт 1:1

  - груповий етап Кубка УЄФА
    - 25.10 Зеніт  —  АЗ (Алкмар, Нідерланди) 1:1
    - 08.11 Лариса (Греція)  —  Зеніт 2:3
    - 29.11 Зеніт  —  Нюрнберг (Німеччина) 2:2
    - 05.12 Евертон (Ліверпуль, Англія)  —  Зеніт 1:0

  - 1—16 фіналу Кубка УЄФА
    - 13.02 Зеніт  —  Вільяреал  (Вільяреал ь, Іспанія) 1:0
    - 21.02 Вільяреал  (Вільяреал ь, Іспанія)  —  Зеніт 2:1

  - 1—8 фіналу Кубка УЄФА
    - 06.03 Олімпік (Марсель, Франція)  —  Зеніт 3:1
    - 13.03 Зеніт  —  Олімпік (Марсель, Франція) 2:0

  - 1—4 фіналу Кубка УЄФА
    - 03.04 Баєр (Леверкузен, Німеччина)  —  Зеніт 1:4
    - 10.04 Зеніт  —  Баєр (Леверкузен, Німеччина) 0:1

  - 1—2 фіналу Кубка УЄФА
    - 24.04 Баварія (Мюнхен, Німеччина)  —  Зеніт 1:1
    - 01.05 Зеніт  —  Баварія (Мюнхен, Німеччина) 4:0

  - Фінал  Кубка УЄФА, Манчестер
    - 14.05 Зеніт  —  Рейнджерс (Глазго, Шотландія) 2:0

  - Суперкубок, Монако
    - 29.08 Манчестер Юнайтед (Англія)  —  Зеніт 1:2

- «Рубін» Казань (5 місце в Чемпіонаті Росії 2006)
  - 2-й раунд Кубка Інтертото
    - 07.07 Залаегерсег (Угорщина)  —  Рубін 0:3
    - 14.07 Рубін  —  Залаегерсег (Угорщина) 2:0

  - 3-й раунд Кубка Інтертото
    - 21.07 Рапід (Відень, Австрія)  —  Рубін 3:1
    - 29.07 Рубін  —  Рапід (Відень, Австрія) 0:0

## Сезон 2008—2009
- «Зеніт» Санкт-Петербург (Чемпіон  Росії 2007)
  - груповий етап Ліги чемпіонів
    - 17.09 Ювентус (Турин, Італія)  —  Зеніт 1:0
    - 30.09 Зеніт  —  Реал (Мадрид, Іспанія) 1:2 (Данні ,25)
    - 21.10 Зеніт  —  БАТЕ (Борисов, Білорусь) 1:1 (Ф. Текке, 80)
    - 05.11 БАТЕ (Борисов, Білорусь)  —  Зеніт 0:2 (П. Погребняк , 34, Данні, 90)
    - 25.11 Зеніт  —  Ювентус (Турин, Італія) 0:0
    - 10.12 Реал (Мадрид, Іспанія)  —  Зеніт 3:0

  - 1—16 фіналу Кубка УЄФА
    - 18.02 Зеніт  —  Штутгарт (Німеччина) 2:1 (С. Хусті, 2, А. Тимощук, 45)
    - 26.02 Штутгарт (Німеччина)  —  Зеніт 1:2 (И. Сємшов, 43, В. Файзулін, 87)

  - 1—8 фіналу Кубка УЄФА
    - 12.03 Удінезе (Удине, Італія)  —  Зеніт 2:0
    - 19.03 Зеніт  —  Удінезе (Удине, Італія) 1:0 (А. Тимощук, 34)

- «Спартак» Москва (2 місце в Чемпіонаті Росії 2007)
  - 3-й кв.раунд Ліги чемпіонів
    - 13.08 Спартак  —  Динамо (Київ, Україна) 1:4 (Н. Баженов, 4)
    - 27.08 Динамо (Київ, Україна)  —  Спартак 4:1 (А. Дзюба, 43)

  - 1-й раунд Кубка УЄФА
    - 18.09 Банік (Острава, Чехія) —  Спартак 0:1 (Больф, 56, авт)
    - 02.10 Спартак  — Банік (Острава, Чехія) 1:1 (Н. Баженов, 3)

  - груповий етап Кубка УЄФА
    - 06.11 Спартак  —  Удінезе (Удине, Італія) 1:2 (К. Родрігес, 17)
    - 27.11 Динамо (Загреб, Хорватія)  —  Спартак 0:1 (И. Саєнко, 15)
    - 03.12 Спартак  —  Неймеген (Неймеген, Нідерланди) 1:2 (С. Ковальчук, 2)
    - 18.12 Тоттенхем Хотспур (Лондон, Англія)  —  Спартак 2:2 (А. Дзюба, 23, 33)

- ЦСКА (переможець Кубка Росії 2007—08)
  - 1-й раунд Кубка УЄФА
    - 18.09 Славен (Копривніца, Хорватія)  —  ЦСКА 1:2 (Вагнер Лав, 83, 89-пен.)
    - 30.09 ЦСКА  —  Славен (Копривніца, Хорватія) 1:0 (А. Березуцький, 37)

  - груповий етап Кубка УЄФА
    - 23.10 ЦСКА  —  Депортіво (Ла-Корунья, Іспанія) 3:0 (А. Дзагоєв, 9,12, Вагнер Лав, 60)
    - 06.11 Феєнорд (Роттердам, Нідерланди)  —  ЦСКА 1:3 (А. Березуцький, 13, Вагнер Лав, 40,81)
    - 27.11 ЦСКА  —  Лех (Познань, Польща) 2:1 (А. Дзагоєв, 31, Ю. Жирков, 45+1)
    - 04.12 Нансі (Франція)  —  ЦСКА 3:4 (Вагнер Лав, 23, 62 ,88, Рамон, 33)

  - 1—16 фіналу Кубка УЄФА
    - 18.02 Астон Вілла (Бірмінгем, Англія)  —  ЦСКА 1:1 (Вагнер Лав, 14)
    - 26.02 ЦСКА  —  Астон Вілла (Бірмінгем, Англія) 2:0 (Ю. Жирков, 61, Вагнер Лав, 90+3)

  - 1—8 фіналу Кубка УЄФА
    - 12.03 ЦСКА  —  Шахтар (Донецьк, Україна) 1:0 (Вагнер Лав, 50-пен.)
    - 19.03 Шахтар (Донецьк, Україна)  —  ЦСКА 2:0

- «Москва» Москва (4 місце в Чемпіонаті Росії 2007)
  - 2-й кв. раунд Кубка УЄФА
    - 14.08 Легія (Варшава, Польща)  —  Москва 1:2 (Э. Чеснаускіс, 53, А. Самедов, 63)
    - 28.08 Москва  —  Легія (Варшава, Польща) 2:0 (И. Стрєлков, 6, О. Кузьмін, 50)

  - 1-й раунд Кубка УЄФА
    - 18.09 Москва  —  Копенгаген (Данія) 1:2 (А. Самедов, 90+1)
    - 02.10 Копенгаген (Данія)  —  Москва 1:1 (Е. Бракамонте, 37)

- «Сатурн» Раменське (5 місце в Чемпіонаті Росії 2007)
  - Другий круг Кубка Інтертото
    - 05.07 Сатурн (Раменське)  —  Етцелла (Еттельбрюк, Люксембург) 7:0
    - 12.07 Етцелла (Еттельбрюк, Люксембург)  —  Сатурн (Раменське) 1:1

  - Третій круг Кубка Інтертото
    - 19.07 Сатурн (Раменське)  —  Штутгарт (Німеччина) 1:0
    - 26.07 Штутгарт (Німеччина)  —  Сатурн (Раменське) 3:0 в дод. час

## Сезон 2009—2010
- «Рубін» Казань (Чемпіон  Росії 2008 и фіналіст Кубка Росії 2008—09)
  - груповий етап Ліги чемпіонів
    - 16.09 Динамо (Київ, Україна)  —  Рубін 3:1 (А. Домінгес, 25)
    - 29.09 Рубін  —  Інтер (Мілан, Італія) 1:1 (А. Домінгес, 11)
    - 20.10 Барселона (Іспанія)  —  Рубін 1:2 (А. Рязанцев, 2, Г. Караденіз, 73)
    - 04.11 Рубін  —  Барселона (Іспанія) 0:0
    - 24.11 Рубін  —  Динамо (Київ, Україна) 0:0
    - 09.12 Інтер (Мілан, Італія)  —  Рубін 2:0

  - 1—16 фіналу Ліги Європи
    - 18.02 Рубін  —  Хапоель (Тель-Авів, Ізраїль) 3:0 (А. Бухаров, 14, 23, С. Семак, 63)
    - 25.02 Хапоель (Тель-Авів, Ізраїль)  —  Рубін 0:0

  - 1—8 фіналу Ліги Європи
    - 11.03 Рубін  —  Вольфсбург (Німеччина) 1:1 (К. Нобоа, 29)
    - 18.03 Вольфсбург (Німеччина)  —  Рубін 2:1 (д.час) (А. Касаев, 21)

- ЦСКА (2 місце в Чемпіонаті Росії 2008 і переможець Кубка Росії 2008—09)
  - груповий етап Ліги чемпіонів
    - 15.09 Вольфсбург (Німеччина)  —  ЦСКА 3:1 (А. Дзагоєв, 77)
    - 30.09 ЦСКА  —  Бешикташ (Стамбул, Туреччина) 2:1 (А. Дзагоєв, 7, М. Красич, 61)
    - 21.10 ЦСКА  —  Манчестер Юнайтед (Англія) 0:1
    - 03.11 Манчестер Юнайтед (Англія)  —  ЦСКА 3:3 (А. Дзагоєв, 25, М. Красич, 31, В. Березуцький, 47)
    - 25.11 ЦСКА  —  Вольфсбург (Німеччина) 2:1 (Т. Нецид, 58, М. Красич, 66)
    - 08.12 Бешикташ (Стамбул, Туреччина)  —  ЦСКА 1:2 (М. Красич, 41, Е. Алдонін, 90+5)

  - 1—8 фіналу Ліги чемпіонів
    - 24.02 ЦСКА  —  Севілья (Іспанія) 1:1 (М. Гонсалес, 66)
    - 16.03 Севілья (Іспанія)  —  ЦСКА 1:2 (Т. Нецид, 39, К. Хонда, 55)

  - 1—4 фіналу Ліги чемпіонів
    - 31.03 Інтер (Мілан, Італія)  —  ЦСКА 1:0
    - 06.04 ЦСКА  —  Інтер (Мілан, Італія) 0:1

- «Динамо» Москва (3 місце в Чемпіонаті Росії 2008)
  - третій кваліфікаційний раунд Ліги чемпіонів
    - 29.07 Селтік (Глазго, Шотландія)  —  Динамо 0:1 (А. Кокорін, 7)
    - 05.08 Динамо  —  Селтік (Глазго, Шотландія) 0:2

  - четвертий кваліфікаційний раунд Ліги Європи
    - 20.08 ЦСКА (Софія, Болгарія)  —  Динамо 0:0
    - 27.08 Динамо  —  ЦСКА (Софія, Болгарія) 1:2 (А. Кержаков, 10)

- «Амкар» Перм (4 місце в Чемпіонаті Росії 2008)
  - четвертий кваліфікаційний раунд Ліги Європи
    - 20.08 Фулхем (Лондон, Англія)  —  Амкар 3:1 (В. Гришин, 77)
    - 27.08 Амкар  —  Фулхем (Лондон, Англія) 1:0 (М. Кушев, 90)

- «Зеніт» Санкт-Петербург (5 місце в Чемпіонаті Росії 2008)
  - четвертий кваліфікаційний раунд Ліги Європи
    - 20.08 Насьонал (Фуншал, Португалія)  —  Зеніт 4:3 (И. Сємшов, 43, 55, Ф. Текке, 90+3)
    - 27.08 Зеніт  —  Насьонал (Фуншал, Португалія) 1:1 (Ф. Текке, 34)

- «Крила Рад» Самара (6 місце в Чемпіонаті Росії 2008)
  - третій кваліфікаційний раунд Ліги Європи
    - 30.07 Сент-Патрікс Атлетік (Дублін, Ірландія)  —  Крила Рад 1:0
    - 06.08 Крила Рад  —  Сент-Патрікс Атлетік (Дублін, Ірландія) 3:2 (А. Бобер, 41, Е. Савін, 53, 57)

## Сезон 2010—2011
- «Рубін» Казань (Чемпіон  Росії 2009)
  - груповий етап Ліги чемпіонів
    - 14.09 Копенгаген (Данія)  —  Рубін 1:0
    - 29.09 Рубін  —  Барселона (Іспанія) 1:1 (К. Нобоа, 30-пен.)
    - 20.10 Панатінаїкос (Афіни, Греція)  —  Рубін 0:0
    - 02.11 Рубін  —  Панатінаїкос (Афіни, Греція) 0:0
    - 24.11 Рубін  —  Копенгаген (Данія) 1:0 (К. Нобоа, 45+2)
    - 07.12 Барселона (Іспанія)  —  Рубін 2:0

  - 1—16 фіналу Ліги Європи
    - 17.02 Рубін  —  Твенте (Енсхеде, Нідерланди) 0:2
    - 24.02 Твенте (Енсхеде, Нідерланди)  —  Рубін 2:2 (К. Ансальді, 22, К. Нобоа, 24)

- «Спартак» Москва (2 місце в Чемпіонаті Росії 2009)
  - груповий етап Ліги чемпіонів
    - 15.09 Олімпік (Марсель, Франція)  —  Спартак 0:1 (С. Аспілікуета, 81, авт.)
    - 28.09 Спартак  —  Жиліна (Словаччина) 3:0 (Арі, 34, 61, Ібсон, 89)
    - 19.10 Спартак  —  Челсі (Лондон, Англія) 0:2
    - 03.11 Челсі (Лондон, Англія)  —  Спартак 4:1 (Н. Баженов, 86)
    - 23.11 Спартак  —  Олімпік (Марсель, Франція) 0:3
    - 08.12 Жиліна (Словаччина)  —  Спартак 1:2 (Алекс, 54, Ібсон, 61)

  - 1—16 фіналу Ліги Європи
    - 17.02 Базель (Швейцарія)  —  Спартак 2:3 (Д. Комбаров, 61, А. Дзюба, 70, Ж. Ананідзе, 90+2)
    - 24.02 Спартак  —  Базель (Швейцарія) 1:1 (Е. Макгіді, 90+1)

  - 1—8 фіналу Ліги Європи
    - 10.03 Аякс (Амстердам, Нідерланди)  —  Спартак 0:1 (Алекс, 57)
    - 17.03 Спартак  —  Аякс (Амстердам, Нідерланди) 3:0 (Д. Комбаров, 21, Веллітон, 30, Алекс, 54)

  - 1—4 фіналу Ліги Європи
    - 07.04 Порту (Португалія)  —  Спартак 5:1 (К. Комбаров, 71)
    - 14.04 Спартак  —  Порту (Португалія) 2:5 (А. Дзюба, 52, Арі, 72)

- «Зеніт» Санкт-Петербург (3 місце в Чемпіонаті Росії 2009 и переможець Кубка Росії 2009—10)
  - третій кваліфікаційний раунд Ліги чемпіонів
    - 27.07 Униря (Урзічень, Румунія)   —  Зеніт 0:0
    - 4.08 Зеніт  —  Униря (Урзічень, Румунія) 1:0 (Данні, 33)

  - раунд плей-офф Ліги чемпіонів
    - 17.08 Зеніт  —  Осер (Франція) 1:0 (А. Кержаков, 3)
    - 25.08 Осер (Франція)  —  Зеніт 2:0

  - Груповий етап Ліги Європи
    - 16.09 Андерлехт (Брюсель, Бельгія)  —  Зеніт 1:3 (А. Кержаков, 8, 33, 44)
    - 30.09 Зеніт  —  АЕК (Афіни, Греція) 4:2 (Т. Губочан, 1, Б. Алвеш, 13, Д. Лазович, 43-пен., 57)
    - 21.10 Зеніт  —  Хайдук (Спліт, Хорватія) 2:0 (А. Бухаров, 25, Данні, 68)
    - 04.11 Хайдук (Спліт, Хорватія)  —  Зеніт 2:3 (А. Іонов, 32, С. Хусті, 47-пен., А. Розина, 51)
    - 01.12 Зеніт  —  Андерлехт (Брюсель, Бельгія) 3:1 А. Іонов, 12, А. Бухаров, 65, С. Хусті, 89)
    - 16.12 АЕК (Афіни, Греція)  —  Зеніт 0:3 (А. Бухаров, 44, А. Розина, 67, И. Денисов, 88)

  - 1—16 фіналу Ліги Європи
    - 17.02 Янг Бойз (Берн, Швейцарія)  —  Зеніт 2:1 (Н. Ломбертс, 20)
    - 24.02 Зеніт  —  Янг Бойз (Берн, Швейцарія) 3:1 (Д. Лазович, 41, С. Семак, 52, Р. Широков, 76)

  - 1—8 фіналу Ліги Європи
    - 10.03 Твенте (Енсхеде, Нідерланди)  —  Зеніт 3:0
    - 17.03 Зеніт  —  Твенте (Енсхеде, Нідерланди) 2:0 (Р. Широков, 16, А. Кержаков, 38)

- ЦСКА (5 місце в Чемпіонаті Росії 2009)
  - плей-офф Ліги Європи
    - 19.08 ЦСКА  —  Анортосіс (Фамагуста, Кіпр) — 4:0 (С. Думбія, 13, 20, З. Тошич, 48, 74)
    - 24.08 Анортосіс (Фамагуста, Кіпр)  —  ЦСКА — 1:2 (С. Думбія, 85, М. Гонсалес, 89)

  - Груповий етап Ліги Європи
    - 16.09 Лозанна (Швейцарія)  —  ЦСКА 0:3 (Вагнер Лав, 22, 80-пен., С. Ігнашевич, 68)
    - 30.09 ЦСКА  — Спарта (Прага, Чехія) 3:0 (С. Думбія, 72, 86, М. Гонсалес, 84-пен.)
    - 21.10 Палермо (Італія)  —  ЦСКА 0:3 (С. Думбія, 34, 59, Т. Нецид, 82)
    - 04.11 ЦСКА  —  Палермо (Італія) 3:1 (К. Хонда, 47, Т. Нецид, 50, 54)
    - 02.12 ЦСКА  —  Лозанна (Швейцарія) — 5:1 (Т. Нецид, 18, 82, С. Олисе, 22, З. Тошич, 40, А. Дзагоєв, 71)
    - 15.12 Спарта (Прага, Чехія) —  ЦСКА — 1:1 (А. Дзагоєв, 15)

  - 1—16 фіналу Ліги Європи
    - 17.02 ПАОК (Салоніки, Греція)  —  ЦСКА — 0:1 (Т. Нецид, 29)
    - 22.02 ЦСКА  —  ПАОК (Салоніки, Греція) — 1:1 Ігнашевич, 80)

  - 1—8 фіналу Ліги Європи
    - 10.03 ЦСКА  —  Порту (Португалія) — 0:1
    - 15.02 Порту (Португалія)  —  ЦСКА — 2:1 (З. Тошич, 29)

- «Локомотив» Москва (4 місце в Чемпіонаті Росії 2009)
  - плей-офф Ліги Європи
    - 19.08 Лозанна (Швейцарія)  —  Локомотив 1:1 (Д. Сичев, 65)
    - 26.08 Локомотив  —  Лозанна (Швейцарія) 1:1, по пен. 3:4 (А. Алієв, 85)

- «Сибір» Новосибірськ (фіналіст Кубка Росії 2009—10)
  - третій кваліфікаційний раунд Ліги Європи
    - 28.07 Сибір  —  Аполлон (Лімасол, Кіпр) 1:0 (А. Медведев, 74)
    - 5.08 Аполлон (Лімасол, Кіпр)  —  Сибір 2:1 (И. Шевченко, 63)

  - плей-офф Ліги Європи
    - 19.08 Сибір  —  ПСВ (Ейндховен, Нідерланди) 1:0 (А. Дегтярьов, 90+2)
    - 26.08 ПСВ (Ейндховен, Нідерланди)  —  Сибір 5:0

## Сезон 2011—2012
- «Зеніт» Санкт-Петербург (Чемпіон  Росії 2010)
  - груповий етап Ліги чемпіонів
    - 13.09 АПОЕЛ (Нікосія, Кіпр)  —  Зеніт 2:1
    - 28.09 Зеніт  —  Порту (Португалія) 3:1
    - 19.10 Шахтар (Донецьк, Україна)  —  Зеніт 2:2
    - 01.11 Зеніт  —  Шахтар (Донецьк, Україна) 1:0
    - 23.11 Зеніт  —  АПОЕЛ (Нікосія, Кіпр) 0:0
    - 06.12 Порту (Португалія)  —  Зеніт 0:0

  - 1—8 фіналу Ліги чемпіонів
    - 15.02 Зеніт  —  Бенфіка (Лісабон, Португалія) 3:2
    - 06.03 Бенфіка (Лісабон, Португалія)  —  Зеніт 2:0
- ЦСКА (2 місце Чемпіонату Росії 2010)
  - груповий етап Ліги чемпіонів
    - 14.09 Лілль (Франція)  —  ЦСКА 2:2
    - 27.09 ЦСКА  —  Інтер (Мілан, Італія) 2:3
    - 18.10 ЦСКА  —  Трабзонспор (Трабзон, Туреччина) 3:0
    - 02.11 Трабзонспор (Трабзон, Туреччина)  —  ЦСКА 0:0
    - 22.11 ЦСКА  —  Лілль (Франція) 0:2
    - 07.12 Інтер (Мілан, Італія)  —  ЦСКА 1:2

  - 1—8 фіналу Ліги чемпіонів
    - 21.02 ЦСКА  —  Реал (Мадрид, Іспанія) 1:1
    - 14.03 Реал (Мадрид, Іспанія)  —  ЦСКА 4:1
- «Рубін» Казань (3 місце Чемпіонату Росії 2010)
  - 3 кв. раунд Ліги чемпіонів
    - 26.07 Динамо (Київ, Україна)  —  Рубін 0:2
    - 03.08 Рубін  —  Динамо (Київ, Україна) 2:1

  - 4 кв. раунд Ліги чемпіонів
    - 16.08 Олімпік (Ліон, Франція)  —  Рубін 3:1
    - 24.08 Рубін  —  Олімпік (Ліон, Франція) 1:1

  - груповий етап Ліги Європи
    - 15.09 Шемрок Роверс (Дублін, Ірландія)  —  Рубін 0:3
    - 29.09 Рубін  —  ПАОК (Салоніки, Греція) 2:2
    - 20.10 Тоттенхем Хотспур (Лондон, Англія)  —  Рубін 1:0
    - 03.11 Рубін  —  Тоттенхем Хотспур (Лондон, Англія) 1:0
    - 30.11 Рубін  —  Шемрок Роверс (Дублін, Ірландія) 4:1
    - 15.12 ПАОК (Салоніки, Греція)  —  Рубін 1:1

  - 1—16 фіналу Ліги Європи
    - 14.02 Рубін  —  Олімпіакос (Пірей, Греція) 0:1
    - 23.02 Олімпіакос (Пірей, Греція)  —  Рубін 1:0
- «Спартак» Москва (4 місце Чемпіонату Росії 2010)
  - 4 кв.раунд Ліги Європи
    - 18.08 Легія (Варшава, Польща)  —  Спартак 2:2
    - 25.08 Спартак  —  Легія (Варшава, Польща) 2:3
- «Локомотив» Москва (5 місце Чемпіонату Росії 2010)
  - 4 кв.раунд Ліги Європи
    - 18.08 Локомотив  —  Спартак (Трнава, Словаччина) 2:0
    - 25.08 Спартак (Трнава, Словаччина)  —  Локомотив 1:1

  - груповий етап Ліги Європи
    - 15.09 Штурм (Грац, Австрія)  —  Локомотив 1:2
    - 29.09 Локомотив  —  Андерлехт (Брюсель, Бельгія) 0:2
    - 20.10 Локомотив  —  АЕК (Афіни, Греція) 3:1
    - 03.11 АЕК (Афіни, Греція)  —  Локомотив 1:3
    - 01.12 Локомотив  —  Штурм (Грац, Австрія) 3:1
    - 14.12 Андерлехт (Брюсель, Бельгія)  —  Локомотив 5:3

  - 1—16 фіналу Ліги Європи
    - 16.02 Локомотив  —  Атлетік (Більбао, Іспанія) 2:1
    - 23.02 Атлетік (Більбао, Іспанія)  —  Локомотив 1:0
- «Аланія» Владикавказ (Фіналіст кубка Росії 2010—11)
  - 3 кв. раунд Ліги Європи
    - 28.07 Аланія  —  Актобе (Астана, Казахстан) 1:1
    - 04.08 Актобе (Астана, Казахстан)  —  Аланія 1:1 по пен. 2:4

  - 4 кв.раунд Ліги Європи
    - 18.08 Бешикташ (Стамбул, Туреччина)  —  Аланія 3:0
    - 25.08 Аланія  —  Бешикташ (Стамбул, Туреччина) 2:0

## Сезон 2012—2013
Учасники:
- «Зеніт» Санкт-Петербург (1 місце ЧР 2011—12)
- «Спартак» Москва (2 місце ЧР 2011—12)
- ЦСКА Москва (3 місце ЧР 2011—12)
- «Динамо» (4 місце ЧР 2011—12)
- «Анжі» Махачкала (5 місце ЧР 2011—12)
- «Рубін» Казань (Переможець КР 2011—12)

| Статус                | Дата     | Місто             | Господарі     | Гості         | Рахунок | Голи                                                                       |
| Кваліфікаційні раунди |          |                   |               |               |         |                                                                            |
| 2 КР ЛЄ               | 19.07.12 | Раменське         | Анжі          | Гонвед        | 1:0     | Жусілей (22)                                                               |
| 2 КР ЛЄ               | 26.07.12 | Будапешт          | Гонвед        | Анжі          | 0:4     | Ето’о (7, 81), Траоре (53), Шатов (68)                                     |
| 3 КР ЛЄ               | 02.08.12 | Раменське         | Анжі          | Вітесс        | 2:0     | Шатов (63), Смолов (74)                                                    |
| 3 КР ЛЄ               | 02.08.12 | Данді             | Данді Юнайтед | Динамо        | 2:2     | Сємшов (50), Кокорін (90)                                                  |
| 3 КР ЛЄ               | 09.08.12 | Арнем             | Вітессе       | Анжі          | 0:2     | Кашія (48, авто); Ето’о (84)                                               |
| 3 КР ЛЄ               | 09.08.12 | Хімки             | Динамо        | Данді Юнайтед | 5:0     | Сємшов (2), Кокорін (23), Юсупов (40), Сапета (83, 89)                     |
| 4 КР ЛЧ               | 21.08.12 | Москва            | Спартак       | Фенербахче    | 2:1     | Еменіке (59), Комбаров (69)                                                |
| 4 КР ЛЄ               | 23.08.12 | Раменське         | Анжі          | АЗ            | 1:0     | Траоре (51)                                                                |
| 4 КР ЛЄ               | 23.08.12 | Штутгарт          | Штутгарт      | Динамо        | 2:0     |                                                                            |
| 4 КР ЛЄ               | 23.08.12 | Стокгольм         | АІК           | ЦСКА          | 0:1     | Хонда (62)                                                                 |
| 4 КР ЛЧ               | 29.08.12 | Стамбул           | Фенербахче    | Спартак       | 1:1     | Арі (6)                                                                    |
| 4 КР ЛЄ               | 30.08.12 | Алкмар            | АЗ            | Анжі          | 0:5     | Буссуфа (18), Ето’о (45), Траоре (79) Карсела-Гонсалес (83), Лахіялов (90) |
| 4 КР ЛЄ               | 30.08.12 | Хімки             | Динамо        | Штутгарт      | 1:1     | Кокорін (77)                                                               |
| 4 КР ЛЄ               | 30.08.12 | Хімки             | ЦСКА          | АЇК           | 0:2     |                                                                            |
| Груповий етап         |          |                   |               |               |         |                                                                            |
| 1 тур ЛЧ              | 18.09.12 | Малага            | Малага        | Зеніт         | 3:0     |                                                                            |
| 1 тур ЛЧ              | 19.09.12 | Барселона         | Барселона     | Спартак       | 3:2     | Алвес (29, авто), Ромуло (58)                                              |
| 1 тур ЛЄ              | 20.09.12 | Мілан             | Інтер         | Рубін         | 2:2     | Рязанцев (17),Рондон (84)                                                  |
| 1 тур ЛЄ              | 20.09.12 | Удіне             | Удінезе       | Анжі          | 1:1     | Паделлі (45, авто)                                                         |
| 2 тур ЛЧ              | 02.10.12 | Москва            | Спартак       | Селтік        | 2:3     | Еменіке (41,48)                                                            |
| 2 тур ЛЧ              | 03.10.12 | Санкт-Петербург   | Зеніт         | Мілан         | 2:3     | Халк (45), Широков (49)                                                    |
| 2 тур ЛЄ              | 04.10.12 | Казань            | Рубін         | Партизан      | 2:0     | Караденіз (44), Рязанцев (48)                                              |
| 2 тур ЛЄ              | 04.10.12 | Раменське         | Анжі          | Янг Бойз      | 2:0     | Ето’о (62, 90)                                                             |
| 3 тур ЛЧ              | 23.10.12 | Москва            | Спартак       | Бенфіка       | 2:1     | Каріока (3), Жардел (43, авто)                                             |
| 3 тур ЛЧ              | 24.10.12 | Санкт-Петербург   | Зеніт         | Андерлехт     | 1:0     | Кержаков (72, пен.)                                                        |
| 3 тур ЛЄ              | 25.10.12 | Казань            | Рубін         | Нефтчі        | 1:0     | Касаєв (16)                                                                |
| 3 тур ЛЄ              | 25.10.12 | Ліверпуль         | Ліверпуль     | Анжі          | 1:0     |                                                                            |
| 4 тур ЛЧ              | 06.11.12 | Брюсель           | Андерлехт     | Зеніт         | 1:0     |                                                                            |
| 4 тур ЛЧ              | 07.11.12 | Лісабон           | Бенфіка       | Спартак       | 2:0     |                                                                            |
| 4 тур ЛЄ              | 08.11.12 | Баку              | Нефтчі        | Рубін         | 0:1     | Дядюн (16)                                                                 |
| 4 тур ЛЄ              | 08.11.12 | Раменське         | Анжі          | Ліверпуль     | 1:0     | Траоре (45)                                                                |
| 5 тур ЛЧ              | 20.11.12 | Москва            | Спартак       | Барселона     | 0:3     |                                                                            |
| 5 тур ЛЧ              | 21.11.12 | Санкт-Петербург   | Зеніт         | Малага        | 2:2     | Данні (49), Файзулін (86)                                                  |
| 5 тур ЛЄ              | 22.11.12 | Раменське         | Анжі          | Удінезе       | 2:0     | Самба (72), Ето’о (75)                                                     |
| 5 тур ЛЄ              | 22.11.12 | Казань            | Рубін         | Інтер         | 3:0     | Караденіз (2), Рондон (86, 90)                                             |
| 6 тур ЛЧ              | 04.12.12 | Мілан             | Мілан         | Зеніт         | 0:1     | Данні (35)                                                                 |
| 6 тур ЛЧ              | 05.12.12 | Глазго            | Селтік        | Спартак       | 2:1     | Арі (39)                                                                   |
| 6 тур ЛЄ              | 06.12.12 | Берн              | Янг Бойз      | Анжі          | 3:1     | Ахмедов (45)                                                               |
| 6 тур ЛЄ              | 06.12.12 | Белград           | Партизан      | Рубін         | 1:1     | Рондон (59)                                                                |
| Плей-офф              |          |                   |               |               |         |                                                                            |
| 1—16 фіналу ЛЄ        | 14.02.13 | Санкт-Петербург   | Зеніт         | Ліверпуль     | 2:0     | Халк (69), Семак (72)                                                      |
| 1—16 фіналу ЛЄ        | 14.02.13 | Махачкала         | Анжі          | Гановер 96    | 3:1     | Это'о (34), Ахмедов (48), Буссуфа (64)                                     |
| 1—16 фіналу ЛЄ        | 14.02.13 | Мадрид            | Атлетіко      | Рубін         | 0:2     | Караденіз 6 Орбаїс (90)                                                    |
| 1—16 фіналу ЛЄ        | 21.02.13 | Ліверпуль         | Ліверпуль     | Зеніт         | 3:1     | Халк (19)                                                                  |
| 1—16 фіналу ЛЄ        | 21.02.13 | Гановер           | Гановер 96    | Анжі          | 1:1     | Траоре (90)                                                                |
| 1—16 фіналу ЛЄ        | 21.02.13 | Казань            | Рубін         | Атлетіко      | 0:1     |                                                                            |
| 1—8 фіналу ЛЄ         | 07.03.13 | Базель            | Базель        | Зеніт         | 2:0     |                                                                            |
| 1—8 фіналу ЛЄ         | 07.03.13 | Махачкала         | Анжі          | Ньюкасл       | 0:0     |                                                                            |
| 1—8 фіналу ЛЄ         | 07.03.13 | Валенсія          | Леванте       | Рубін         | 0:0     |                                                                            |
| 1—8 фіналу ЛЄ         | 14.03.13 | Санкт-Петербург   | Зеніт         | Базель        | 1:0     | Вітсель (30)                                                               |
| 1—8 фіналу ЛЄ         | 14.03.13 | Ньюкасл-апон-Тайн | Ньюкасл       | Анжі          | 1:0     |                                                                            |
| 1—8 фіналу ЛЄ         | 14.03.13 | Казань            | Рубін         | Леванте       | 2:0     | Рондон (100) Дядюн (112)                                                   |
| 1—4 фіналу ЛЄ         | 04.04.13 | Лондон            | Челсі         | Рубін         | 3:1     | Натхо (41, пен.)                                                           |
| 1—4 фіналу ЛЄ         | 11.04.13 | Москва            | Рубін         | Челсі         | 3:2     | Маркано (11), Караденіз (62), Натхо (75, пен.)                             |

Бомбардири:
| Поз. | Голи | Гравець             | Клуб  |
| 1    | 8    | Самюэль Это'о       | Анжі  |
| 2    | 5    | Ласіна Траоре       | Анжі  |
| 3    | 7    | Саломон Рондон      | Рубін |
| 2-4  | 5    | Гьокденіз Караденіз | Рубін |

## Сезон 2013—2014
Учасники:
- ЦСКА Москва (1 місце ЧР 2012—13)
- «Зеніт» Санкт-Петербург (2 місце ЧР 2012—13)
- «Анжі» Махачкала (3 місце ЧР 2012—13)
- «Спартак» Москва (4 місце ЧР 2012—13)
- «Кубань» Краснодар (5 місце ЧР 2012—13)
- «Рубін» Казань (6 місце ЧР 2012—13)

| Статус                | Дата     | Місто           | Господарі          | Гості              | Рахунок | Голи                                                                    |
| Кваліфікаційні раунди |          |                 |                    |                    |         |                                                                         |
| 2 КР ЛЄ               | 18.07.13 | Ягодина         | Ягодина            | Рубін              | 2:3     | Прудніков (12), Натхо (21), Рондон (87)                                 |
| 2 КР ЛЄ               | 25.07.14 | Казань          | Рубін              | Ягодина            | 1:0     | Караденіз (52)                                                          |
| 3 КР ЛЧ               | 30.07.13 | Фарум           | Норшелланн         | Зеніт              | 0:1     | Кержаков (49)                                                           |
| 3 КР ЛЄ               | 01.08.13 | Мотеруел        | Мотервел           | Кубань             | 0:2     | Попов (52, 78)                                                          |
| 3 КР ЛЄ               | 01.08.13 | Раннерс         | Раннерс            | Рубін              | 1:2     | Торбінський (12), Рондон (42)                                           |
| 3 КР ЛЧ               | 07.08.13 | Санкт-Петербург | Зеніт              | Норшелланн         | 5:0     | Широков (26, 90), Халк (50), Данні (62), Аршавін (68)                   |
| 3 КР ЛЄ               | 08.08.13 | Краснодар       | Кубань             | Мотеруел           | 1:0     | Макманус (51, авт.)                                                     |
| 3 КР ЛЄ               | 08.08.13 | Казань          | Рубін              | Раннерс            | 2:0     | Навас (18), Єременко (86)                                               |
| 4 КР ЛЧ               | 20.08.13 | Порту           | Пасуш де Феррейра  | Зеніт              | 1:4     | Широков (26, 60, 90), Дегра (85, авт.)                                  |
| 4 КР ЛЄ               | 22.08.13 | Санкт-Галлен    | Санкт-Галлен       | Спартак            | 1:1     | Мовсісян (37)                                                           |
| 4 КР ЛЄ               | 22.08.13 | Молде           | Мольде             | Рубін              | 0:2     | Рондон (21, 90)                                                         |
| 4 КР ЛЄ               | 22.08.13 | Краснодар       | Кубань             | Феєнорд            | 1:0     | Бальде (60)                                                             |
| 4 КР ЛЧ               | 28.08.13 | Санкт-Петербург | Зеніт              | Пасуш де Феррейра  | 4:2     | Данні (29, 48),Бухаров (66), Аршавін (78, пен.)                         |
| 4 КР ЛЄ               | 29.08.13 | Хімки           | Спартак            | Санкт-Галлен       | 2:4     | Озбіліз (1), Мовсісян (83)                                              |
| 4 КР ЛЄ               | 29.08.13 | Казань          | Рубін              | Мольде             | 3:0     | Прудніков (33), Єременко (50), Азмун (84)                               |
| 4 КР ЛЄ               | 29.08.13 | Роттердам       | Феєнорд            | Кубань             | 1:2     | Попов (18), Букур (50)                                                  |
| Груповий етап         |          |                 |                    |                    |         |                                                                         |
| 1 тур ЛЧ              | 17.09.13 | Мюнхен          | Баварія            | ЦСКА               | 3:0     |                                                                         |
| 1 тур ЛЧ              | 18.09.13 | Мадрид          | Атлетіко           | Зеніт              | 3:1     | Халк (58)                                                               |
| 1 тур ЛЄ              | 19.09.13 | Санкт-Галлен    | Санкт-Галлен       | Кубань             | 2:0     |                                                                         |
| 1 тур ЛЄ              | 19.09.13 | Марибор         | Марибор            | Рубін              | 2:5     | Караденіз (23), Маркано (27), Єременко (69), Рондон (90), Рязанцев (90) |
| 1 тур ЛЄ              | 19.09.13 | Тирасполь       | Шериф              | Анжі               | 0:0     |                                                                         |
| 2 тур ЛЧ              | 01.10.13 | Санкт-Петербург | Зеніт              | Аустрія            | 0:0     |                                                                         |
| 2 тур ЛЧ              | 02.10.13 | Хімки           | ЦСКА               | Вікторія           | 3:2     | Тошич (19), Хонда (29), Ржезнік (78, авт.)                              |
| 2 тур ЛЄ              | 03.10.13 | Краснодар       | Кубань             | Валенсія           | 0:2     |                                                                         |
| 2 тур ЛЄ              | 03.10.13 | Казань          | Рубін              | Зюлте-Варегем      | 4:0     | Дюплю (60, авт.), Єременко (73), Рязанцев (81), Натхо (89)              |
| 2 тур ЛЄ              | 03.10.13 | Раменське       | Анжі               | Тоттенхем          | 0:2     |                                                                         |
| 3 тур ЛЧ              | 22.10.13 | Порту           | Порту              | Зеніт              | 0:1     | Кержаков (86)                                                           |
| 3 тур ЛЧ              | 23.10.13 | Хімки           | ЦСКА               | Манчестер Сіті     | 1:2     | Тошич (32)                                                              |
| 3 тур ЛЄ              | 24.10.13 | Суонсі          | Суонсі Сіті        | Кубань             | 1:1     | Сіссе (90, пен.)                                                        |
| 3 тур ЛЄ              | 24.10.13 | Віган           | Віган              | Рубін              | 1:1     | Прудніков (15)                                                          |
| 3 тур ЛЄ              | 24.10.13 | Раменське       | Анжі               | Тромсе             | 1:0     | Бурмістров (19)                                                         |
| 4 тур ЛЧ              | 05.11.13 | Манчестер       | Манчестер Сіті     | ЦСКА               | 5:2     | Думбія (45, 71)                                                         |
| 4 тур ЛЧ              | 06.11.13 | Санкт-Петербург | Зеніт              | Порту              | 1:1     | Халк (28)                                                               |
| 4 тур ЛЄ              | 07.11.13 | Казань          | Рубін              | Віган              | 1:0     | Кузьмін (22)                                                            |
| 4 тур ЛЄ              | 07.11.13 | Краснодар       | Кубань             | Суонсі Сіті        | 1:1     | Бальде (90)                                                             |
| 4 тур ЛЄ              | 07.11.13 | Тромсе          | Тромсе             | Анжі               | 0:1     | Мкртчян (90)                                                            |
| 5 тур ЛЧ              | 26.11.13 | Санкт-Петербург | Зеніт              | Атлетіко           | 1:1     | Алдервейрелд (74, авт.)                                                 |
| 5 тур ЛЧ              | 27.11.13 | Хімки           | ЦСКА               | Баварія            | 1:3     | Хонда (62)                                                              |
| 5 тур ЛЄ              | 28.11.13 | Краснодар       | Кубань             | Санкт-Галлен       | 4:0     | Мельгарехо (3, 71), Ігнатьєв (54), Каборе (90)                          |
| 5 тур ЛЄ              | 28.11.13 | Казань          | Рубін              | Марибор            | 1:1     | Натхо (43)                                                              |
| 5 тур ЛЄ              | 28.11.13 | Раменське       | Анжі               | Шериф              | 1:1     | Епуряну (58)                                                            |
| 6 тур ЛЧ              | 10.12.13 | Пльзень         | Вікторія           | ЦСКА               | 2:1     | Муса (65)                                                               |
| 6 тур ЛЧ              | 11.12.13 | Вена            | Аустрія            | Зеніт              | 4:1     | Кержаков (35)                                                           |
| 6 тур ЛЄ              | 12.12.13 | Варегем         | Зюлте-Варегем      | Рубін              | 0:2     | Натхо (79), Рондон (85)                                                 |
| 6 тур ЛЄ              | 12.12.13 | Валенсія        | Валенсія           | Кубань             | 1:1     | Мельгарехо (84)                                                         |
| 6 тур ЛЄ              | 13.12.13 | Лондон          | Тоттенхем          | Анжі               | 4:1     | Евертон (44)                                                            |
| Плей-офф              |          |                 |                    |                    |         |                                                                         |
| 1—16 ЛЄ               | 20.02.14 | Раменське       | Анжі               | Генк               | 0:0     |                                                                         |
| 1—16 ЛЄ               | 21.02.14 | Севілья         | Бетіс              | Рубін              | 1:1     | Єременко (74)                                                           |
| 1—8 ЛЧ                | 25.02.14 | Санкт-Петербург | Зеніт              | Борусія (Дортмунд) | 2:4     | Шатов (57), Халк (69,пен.)                                              |
| 1—16 ЛЄ               | 27.02.14 | Казань          | Рубін              | Бетіс              | 0:2     |                                                                         |
| 1—16 ЛЄ               | 28.02.14 | Генк            | Генк               | Анжі               | 0:2     | Тшиманга (64, авт.), Алієв (71)                                         |
| 1—8 ЛЄ                | 14.03.14 | Алкмар          | АЗ                 | Анжі               | 1:0     |                                                                         |
| 1—8 ЛЧ                | 19.03.14 | Дортмунд        | Борусія (Дортмунд) | Зеніт              | 1:2     | Халк (16), Рондон (73)                                                  |
| 1—8 ЛЄ                | 20.03.14 | Раменське       | Анжі               | АЗ                 | 0:0     |                                                                         |

Бомбардири:
| Поз. | Голи | Гравець        | Клуб        |
| 1    | 7    | Саломон Рондон | Рубін—Зеніт |
| 2-4  | 5    | Халк           | Зеніт       |
| 2-4  | 5    | Роман Широков  | Зеніт       |
| 2-4  | 5    | Роман Ерёменко | Рубін       |
| 5    | 4    | Бибрас Натхо   | Рубін       |

## Сезон 2014—2015
Учасники:
- ЦСКА Москва (1 місце ЧР 2013—14)
- «Зеніт» Санкт-Петербург (2 місце ЧР 2013—14)
- «Локомотив» Москва (3 місце ЧР 2013—14)
- «Динамо» Москва (4 місце ЧР 2013—14)
- «Краснодар» (5 місце ЧР 2013—14)
- «Ростов» Ростов-на-Дону (переможець КР 2013—14)

| Статус                | Дата     | Місто           | Господарі      | Гості          | Рахунок | Голи                                                               |
| Кваліфікаційні раунди |          |                 |                |                |         |                                                                    |
| 2 КР ЛЄ               | 17.07.14 | Таллінн         | Калев          | Краснодар      | 0:4     | Арі (9), Газінський (39), Вандерсон (68), Бистров (86)             |
| 2 КР ЛЄ               | 24.07.14 | Краснодар       | Краснодар      | Калев          | 5:0     | Жоаозиньо (28), Лаборде (65), Вандерсон (67, 74), Бурмістров (76)  |
| 3 КР ЛЧ               | 30.07.14 | Ларнака         | АЕЛ            | Зеніт          | 1:0     |                                                                    |
| 3 КР ЛЄ               | 31.07.14 | Хімки           | Динамо         | Хапоель КШ     | 1:1     | Кураньї (71)                                                       |
| 3 КР ЛЄ               | 31.07.14 | Дебрецен        | Діошдьор       | Краснодар      | 1:5     | Арі (28), Ахмедов (40), Перейра (51), Жоаозиньо (88), Бистров (90) |
| 3 КР ЛЧ               | 06.08.14 | Санкт-Петербург | Зеніт          | АЕЛ            | 3:0     | Рондон (55), Данні (88), Кержаков (90+1, пен.)                     |
| 3 КР ЛЄ               | 07.08.14 | Нікосія (Кіпр)  | Хапоель        | Динамо         | 1:2     | Кураньї (22, пен.), Іонов (30)                                     |
| 3 КР ЛЄ               | 07.08.14 | Краснодар       | Краснодар      | Діошдьор       | 3:0     | Конате (30, 55), Арі (86)                                          |
| Р ПО ЛЧ               | 20.08.14 | Льєж            | Стандарт       | Зеніт          | 0:1     | Шатов (16)                                                         |
| Р ПО ЛЄ               | 21.08.14 | Хімки           | Динамо         | Омонія         | 2:2     | Самба (33), Бюттнер (72)                                           |
| Р ПО ЛЄ               | 21.08.14 | Лімасол         | Аполлон        | Локомотив      | 1:1     | Касаєв (39)                                                        |
| Р ПО ЛЄ               | 21.08.14 | Трабзон         | Трабзонспор    | Ростов         | 2:0     |                                                                    |
| Р ПО ЛЄ               | 21.08.14 | Сан-Себастьян   | Реал Сосьєдад  | Краснодар      | 1:0     |                                                                    |
| Р ПО ЛЧ               | 26.08.14 | Санкт-Петербург | Зеніт          | Стандарт       | 3:0     | Рондон (30), Халк (54, пен., 58)                                   |
| Р ПО ЛЄ               | 28.08.14 | Нікосія         | Омонія         | Динамо         | 1:2     | Степанов (11, авто), Самба (90+3)                                  |
| Р ПО ЛЄ               | 28.08.14 | Москва          | Локомотив      | Аполлон        | 1:4     | Павлюченко (85)                                                    |
| Р ПО ЛЄ               | 28.08.14 | Ростов-на-Дону  | Ростов         | Трабзонспор    | 0:0     |                                                                    |
| Р ПО ЛЄ               | 28.08.14 | Краснодар       | Краснодар      | Реал Сосьєдад  | 3:0     | Жоаозиньо (71, пен.), Перейра (87), Арі (89)                       |
| Груповий етап         |          |                 |                |                |         |                                                                    |
| 1 тур ЛЧ              | 16.09.14 | Лісабон         | Бенфіка        | Зеніт          | 0:2     | Халк (5), Вітсель (22)                                             |
| 1 тур ЛЧ              | 17.09.14 | Рим             | Рома           | ЦСКА           | 5:1     | Муса (82)                                                          |
| 1 тур ЛЄ              | 18.09.14 | Афіни           | Панатінаїкос   | Динамо         | 1:2     | Кокорін (40), Іонов (49)                                           |
| 1 тур ЛЄ              | 18.09.14 | Ліль            | Ліль           | Краснодар      | 1:1     | Лаборде (35)                                                       |
| 2 тур ЛЧ              | 30.09.14 | Хімки           | ЦСКА           | Баварія        | 0:1     |                                                                    |
| 2 тур ЛЧ              | 01.10.14 | Санкт-Петербург | Зеніт          | Монако         | 0:0     |                                                                    |
| 2 тур ЛЄ              | 02.10.14 | Хімки           | Динамо         | ПСВ            | 1:0     | Жирков (90)                                                        |
| 2 тур ЛЄ              | 02.10.14 | Краснодар       | Краснодар      | Евертон        | 1:1     | Арі (43)                                                           |
| 3 тур ЛЧ              | 21.10.14 | Хімки           | ЦСКА           | Манчестер Сіті | 2:2     | Думбія (65), Натхо (86, пен.),                                     |
| 3 тур ЛЧ              | 22.10.14 | Леверкузен      | Баєр-04        | Зеніт          | 2:0     |                                                                    |
| 3 тур ЛЄ              | 23.10.14 | Ешторіл         | Ешторіл-Прая   | Динамо         | 1:2     | Кокорін (52), Жирков (80)                                          |
| 3 тур ЛЄ              | 23.10.14 | Краснодар       | Краснодар      | Вольфсбург     | 2:4     | Гранквіст (51, пен.), Вандерсон (86)                               |
| 4 тур ЛЧ              | 04.11.14 | Санкт-Петербург | Зеніт          | Баєр-04        | 1:2     | Рондон (89)                                                        |
| 4 тур ЛЧ              | 05.11.14 | Манчестер       | Манчестер Сіті | ЦСКА           | 1:2     | Думбія (2, 34)                                                     |
| 4 тур ЛЄ              | 06.11.14 | Хімки           | Динамо         | Ешторіл-Прая   | 1:0     | Кураньї (77)                                                       |
| 4 тур ЛЄ              | 06.11.14 | Вольфсбург      | Вольфсбург     | Краснодар      | 5:1     | Вандерсон (72)                                                     |
| 5 тур ЛЧ              | 25.11.14 | Хімки           | ЦСКА           | Рома           | 1:1     | В.Березуцький (90)                                                 |
| 5 тур ЛЧ              | 26.11.14 | Санкт-Петербург | Зеніт          | Бенфіка        | 1:0     | Данні (79)                                                         |
| 5 тур ЛЄ              | 27.11.14 | Хімки           | Динамо         | Панатінаїкос   | 2:1     | Тріантафіллопулос (55, автогол), Іонов (61)                        |
| 5 тур ЛЄ              | 27.11.14 | Краснодар       | Краснодар      | Ліль           | 1:1     | Арі (35)                                                           |
| 6 тур ЛЧ              | 09.12.14 | Мюнхен          | Баварія        | ЦСКА           | 3:0     |                                                                    |
| 6 тур ЛЧ              | 10.12.14 | Монако          | Монако         | Зеніт          | 2:0     |                                                                    |
| 6 тур ЛЄ              | 11.12.14 | Ейндховен       | ПСВ            | Динамо         | 0:1     | Іонов (90)                                                         |
| 6 тур ЛЄ              | 11.12.14 | Ліверпуль       | Евертон        | Краснодар      | 0:1     | Лаборде (30)                                                       |
| Плей-офф              |          |                 |                |                |         |                                                                    |
| 1—16 ЛЄ               | 19.02.15 | Брюсель         | Андерлехт      | Динамо         | 0:0     |                                                                    |
| 1—16 ЛЄ               | 19.02.15 | Ейндховен       | ПСВ            | Зеніт          | 0:1     | Халк (64)                                                          |
| 1—16 ЛЄ               | 26.02.15 | Хімки           | Динамо         | Андерлехт      | 3:1     | Юсупов (47), Козлов (64), Кураньї (90)                             |
| 1—16 ЛЄ               | 26.02.15 | Санкт-Петербург | Зеніт          | Нідерланди ПСВ | 3:0     | Рондон (29, 67), Халк (48)                                         |
| 1—8 ЛЄ                | 12.03.15 | Санкт-Петербург | Зеніт          | Торіно         | 2:0     | Вітсель (38), Кришито (53)                                         |
| 1—8 ЛЄ                | 12.03.15 | Неаполь         | Наполі         | Динамо         | 3:1     | Кураньї (2)                                                        |
| 1—8 ЛЄ                | 19.03.15 | Турин           | Торіно         | Зеніт          | 1:0     |                                                                    |
| 1—8 ЛЄ                | 19.03.15 | Хімки           | Динамо         | Наполі         | 0:0     |                                                                    |
| 1—4 ЛЄ                | 16.04.15 | Севілья         | Севілья        | Зеніт          | 2:1     | Рязанцев (29)                                                      |
| 1—4 ЛЄ                | 23.04.15 | Санкт-Петербург | Зеніт          | Севілья        | 2:2     | Рондон (48), Халк (72)                                             |

## Сезон 2015—2016
Учасники:
- «Зеніт» Санкт-Петербург ( 1 місце ЧР 2014—15)
- ЦСКА Москва ( 2 місце ЧР 2014—15)
- «Краснодар» Краснодар ( 3 місце ЧР 2014—15)
- «Рубін» Казань ( 5 місце ЧР 2014—15)
- «Локомотив» Москва (володар КР  2014—15)

| Статус                | Дата     | Місто           | Господарі         | Гості             | Рахунок | Голи                                                                                |
| Кваліфікаційні раунди |          |                 |                   |                   |         |                                                                                     |
| 3 КР ЛЧ               | 28.07.15 | Хімки           | ЦСКА              | Спарта            | 2:2     | Дзагоєв (14), Тошич (53)                                                            |
| 3 КР ЛЄ               | 30.07.15 | Краснодар       | Краснодар         | Слован            | 2:0     | Гранквіст (45), Мамаєв (59, пен.)                                                   |
| 3 КР ЛЄ               | 30.07.15 | Грац            | Штурм             | Рубін             | 2:3     | Канунніков (14), Караденіз (25, пен), Портнягін (61)                                |
| 3 КР ЛЧ               | 05.08.15 | Прага           | Спарта            | ЦСКА              | 2:3     | Муса (34, 51), Дзагоєв (76)                                                         |
| 3 КР ЛЄ               | 06.08.15 | Братислава      | Слован            | Краснодар         | 3:3     | Мамаєв (8, пен., 11), Смолов (90, пен.)                                             |
| 3 КР ЛЄ               | 06.08.15 | Казань          | Рубін             | Штурм             | 1:1     | Кузьмін (85)                                                                        |
| Р ПО ЛЧ               | 18.08.15 | Лісабон         | Спортінг          | ЦСКА              | 2:1     | Думбія (40)                                                                         |
| Р ПО ЛЄ               | 20.08.15 | Краснодар       | Краснодар         | ХІК               | 5:1     | Ояла (8, авт.), Мамаєв (9, пен.),Смолов (57, пен.), Вандерсон (61), Газінський (63) |
| Р ПО ЛЄ               | 20.08.15 | Скоп’є          | Работнички        | Рубін             | 1:1     | Караденіз (69)                                                                      |
| Р ПО ЛЧ               | 26.08.15 | Хімки           | ЦСКА              | Спортінг          | 3:1     | Думбія (49, 72), Муса (85)                                                          |
| Р ПО ЛЄ               | 27.08.15 | Хельсинки       | ХІК               | Краснодар         | 0:0     |                                                                                     |
| Р ПО ЛЄ               | 27.08.15 | Казань          | Рубін             | Работнички        | 1:0     | Карлос Едуардо (35)                                                                 |
| Груповий етап         |          |                 |                   |                   |         |                                                                                     |
| 1 тур ЛЧ              | 15.09.15 | Вольфсбург      | Вольфсбург        | ЦСКА              | 1:0     |                                                                                     |
| 1 тур ЛЧ              | 16.09.15 | Валенсія        | Валенсія          | Зеніт             | 2:3     | Халк (9, 44), Вітсель (76)                                                          |
| 1 тур ЛЄ              | 17.09.15 | Сьйон           | Сьйон             | Рубін             | 2:1     | Канунніков (65)                                                                     |
| 1 тур ЛЄ              | 17.09.15 | Дортмунд        | Борусія           | Краснодар         | 2:1     | Мамаєв (12)                                                                         |
| 1 тур ЛЄ              | 17.09.15 | Лісабон         | Спортінг          | Локомотив         | 1:3     | Самедов (12, 56), Ніассе (65)                                                       |
| 2 тур ЛЧ              | 29.09.15 | Санкт-Петербург | Зеніт             | Гент              | 2:1     | Дзюба (35), Шатов (67)                                                              |
| 2 тур ЛЧ              | 30.09.15 | Хімки           | ЦСКА              | ПСВ               | 3:2     | Муса (8), Думбія (21, 36, пен.)                                                     |
| 2 тур ЛЄ              | 01.10.15 | Казань          | Рубін             | Бордо             | 0:0     |                                                                                     |
| 2 тур ЛЄ              | 01.10.15 | Краснодар       | Краснодар         | Габала            | 2:1     | Вандерсон (8), Смолов (84)                                                          |
| 2 тур ЛЄ              | 01.10.15 | Москва          | Локомотив         | Скендербеу        | 2:0     | Ниассе (35), Самедов (73)                                                           |
| 3 тур ЛЧ              | 20.10.15 | Санкт-Петербург | Зеніт             | Ліон              | 3:1     | Дзюба (2), Халк (56), Данні (82)                                                    |
| 3 тур ЛЧ              | 21.10.15 | Хімки           | ЦСКА              | Манчестер Юнайтед | 1:1     | Думбія (15)                                                                         |
| 3 тур ЛЄ              | 22.10.15 | Ліверпуль       | Ліверпуль         | Рубін             | 1:1     | Девіч (15)                                                                          |
| 3 тур ЛЄ              | 22.10.15 | Салоніки        | ПАОК              | Краснодар         | 0:0     |                                                                                     |
| 3 тур ЛЄ              | 22.10.15 | Москва          | Локомотив         | Бешикташ          | 1:1     | Майкон (54)                                                                         |
| 4 тур ЛЧ              | 03.11.15 | Манчестер       | Манчестер Юнайтед | ЦСКА              | 1:0     |                                                                                     |
| 4 тур ЛЧ              | 04.11.15 | Ліон            | Ліон              | Зеніт             | 0:2     | Дзюба (25, 57)                                                                      |
| 4 тур ЛЄ              | 05.11.15 | Казань          | Рубін             | Ліверпуль         | 0:1     |                                                                                     |
| 4 тур ЛЄ              | 05.11.15 | Краснодар       | Краснодар         | ПАОК              | 2:1     | Арі (33), Жоазиньо (67, пен.)                                                       |
| 4 тур ЛЄ              | 05.11.15 | Стамбул         | Бешикташ          | Локомотив         | 1:1     | Ниассе (76)                                                                         |
| 5 тур ЛЧ              | 24.11.15 | Санкт-Петербург | Зеніт             | Валенсія          | 2:0     | Шатов (15), Дзюба (74)                                                              |
| 5 тур ЛЧ              | 25.11.15 | Хімки           | ЦСКА              | Вольфсбург        | 0:2     |                                                                                     |
| 5 тур ЛЄ              | 26.11.15 | Казань          | Рубін             | Сьйон             | 2:0     | Георгієв (72), Девіч (90)                                                           |
| 5 тур ЛЄ              | 26.11.15 | Краснодар       | Краснодар         | Борусія           | 1:0     | Мамаєв (2, пен.)                                                                    |
| 5 тур ЛЄ              | 26.11.15 | Москва          | Локомотив         | Спортінг          | 2:4     | Майкон, (5), Міранчук (86)                                                          |
| 6 тур ЛЧ              | 08.12.15 | Ейндховен       | ПСВ               | ЦСКА              | 1:2     | Ігнашевич (76, пен.)                                                                |
| 6 тур ЛЧ              | 09.12.15 | Гент            | Гент              | Зеніт             | 1:2     | Дзюба (65)                                                                          |
| 6 тур ЛЄ              | 10.12.15 | Бордо           | Бордо             | Рубін             | 2:2     | Канунніков (31), Устинов (76)                                                       |
| 6 тур ЛЄ              | 10.12.15 | Габала          | Габала            | Краснодар         | 0:3     | Сігурдссон (26), Перейра (40), Вандерсон (76)                                       |
| 6 тур ЛЄ              | 10.12.15 | Корча           | Скендербеу        | Локомотив         | 0:3     | Тарасов (18), Ніассе (88), Самедов (90)                                             |
| Плей-офф              |          |                 |                   |                   |         |                                                                                     |
| 1—8 ЛЧ                | 16.02.16 | Лісабон         | Бенфіка           | Зеніт             | 1:0     |                                                                                     |
| 1—16 ЛЄ               | 16.02.16 | Стамбул         | Фенербахче        | Локомотив         | 2:0     |                                                                                     |
| 1—16 ЛЄ               | 18.02.16 | Прага           | Спарта            | Краснодар         | 1:0     |                                                                                     |
| 1—16 ЛЄ               | 25.02.16 | Москва          | Локомотив         | Фенербахче        | 1:1     | Самедов (45)                                                                        |
| 1—16 ЛЄ               | 25.02.16 | Краснодар       | Краснодар         | Спарта            | 0:3     |                                                                                     |
| 1—8 ЛЧ                | 09.03.16 | Санкт-Петербург | Зеніт             | Бенфіка           | 1:2     | Халк (69)                                                                           |

## Підсумкова статистика

### Кубок європейських чемпіонів — Ліга чемпіонів
Точна таблиця після закінчення сезону 2014—2015 
| Клуб                    | Сезони | І   | В  | Н  | П   | % О³       | ЗМ  | ПМ  | РМ  | Найкраще досягнення                    |
| ----------------------- | ------ | --- | -- | -- | --- | ---------- | --- | --- | --- | -------------------------------------- |
| «Спартак» Москва        | 18     | 114 | 39 | 27 | 48  | 100*39—114 | 162 | 173 | -11 | 1—2 фіналу (1990—91)                   |
| ЦСКА Москва             | 11     | 72  | 22 | 18 | 32  | 30,6       | 84  | 109 | -25 | 1—4 фіналу (2009—10)                   |
| «Зеніт» Санкт-Петербург | 7      | 50  | 22 | 11 | 17  | 44,0       | 63  | 55  | 8   | 1—8 фіналу (2011—12, 2013—14)          |
| «Локомотив» Москва      | 5      | 38  | 11 | 8  | 19  | 100*11—38  | 42  | 51  | -9  | 1—8 фіналу (2003—04)                   |
| «Рубін» Казань          | 3      | 16  | 4  | 7  | 5   | 100*4—16   | 12  | 16  | -4  | Груповий етап (2009—10, 2010—11)       |
| «Торпедо» Москва        | 2      | 4   | 0  | 3  | 1   | 100*0—4    | 0   | 1   | -1  | Перший раунд (1966—67, 1977—78)        |
| «Динамо» Москва         | 1      | 2   | 1  | 0  | 1   | 100*1—2    | 1   | 2   | -1  | Третій кваліфікаційний раунд (2009—10) |
| «Аланія» Владикавказ    | 1      | 2   | 0  | 0  | 2   | 100*0—2    | 3   | 10  | -7  | Кваліфікаційний раунд (1996—97)        |
| Всього                  | 31     | 398 | 99 | 74 | 125 | 24,9       | 367 | 417 | -50 | 1—2 фіналу (1990—91)                   |

Враховуються дані за радянський період

### Кубок УЄФА — Ліга Європи
Точна таблиця після закінчення сезону 2014—2015 
| Клуб                       | Сезони | І   | В   | Н   | П   | % О³        | ЗМ  | ПМ  | РМ  | Найкраще досягнення                    |
| -------------------------- | ------ | --- | --- | --- | --- | ----------- | --- | --- | --- | -------------------------------------- |
| «Спартак» Москва           | 22     | 110 | 58  | 21  | 31  | 100*58—110  | 176 | 132 | 44  | 1—2 фіналу (1997—98)                   |
| «Динамо» Москва            | 16     | 68  | 27  | 18  | 23  | 39,7        | 87  | 93  | -6  | 1—8 фіналу (2014—15)                   |
| «Зеніт» Санкт-Петербург    | 13     | 79  | 40  | 16  | 23  | 100*40—79   | 137 | 97  | 40  | Переможець (2007—08)                   |
| ЦСКА Москва                | 10     | 51  | 28  | 11  | 12  | 100*28—51   | 84  | 41  | 43  | Переможець (2004—05)                   |
| «Локомотив» Москва         | 12     | 52  | 23  | 11  | 18  | 43,8        | 81  | 70  | 9   | 1—16 фіналу (2005—06, 2011—12)         |
| «Торпедо» Москва           | 10     | 42  | 18  | 10  | 14  | 100*18—42   | 68  | 51  | 17  | 1—4 фіналу (1990—91)                   |
| «Рубін» Казань             | 8      | 54  | 26  | 15  | 13  | 100*24—46   | 79  | 46  | 33  | 1—4 фіналу (2012—13)                   |
| «Аланія» Владикавказ       | 6      | 16  | 4   | 5   | 7   | 100*4—16    | 14  | 24  | -10 | Раунд плей-офф (2011—12)               |
| «Ротор» Волгоград          | 4      | 14  | 5   | 3   | 6   | 100*5—14    | 20  | 21  | -1  | 1—16 фіналу (1995—96, 1997—98)         |
| «Анжі» Махачкала           | 3      | 27  | 13  | 7   | 7   | 100*13—27   | 32  | 17  | 15  | 1—8 фіналу (2012—13, 2013—14)          |
| «Крила Рад» Самара         | 2      | 6   | 4   | 0   | 2   | 100*4—6     | 13  | 9   | 4   | Третій кваліфікаційний раунд (2009—10) |
| «Краснодар» Краснодар      | 2      | 20  | 10  | 6   | 4   | 50,0        | 42  | 22  | 20  | Груповий етап (2014—15)                |
| «Кубань» Краснодар         | 1      | 10  | 5   | 3   | 2   | 100*5—10    | 13  | 8   | 5   | Груповий етап (2013—14)                |
| «Москва» Москва            | 1      | 4   | 2   | 1   | 1   | 100*2—4     | 6   | 4   | 2   | Перший раунд (2008—09)                 |
| «Терек» Грозний            | 1      | 4   | 2   | 1   | 1   | 100*2—4     | 3   | 3   | 0   | Перше коло (2004—05)                   |
| «Сибір» Новосибірськ       | 1      | 4   | 2   | 0   | 2   | 100*2—4     | 3   | 7   | -4  | Раунд плей-офф (2010—11)               |
| «Текстильник» Камишин      | 1      | 4   | 1   | 0   | 3   | 100*1—4     | 7   | 6   | 1   | Другий раунд (1994—95)                 |
| «Амкар» Перм               | 1      | 2   | 1   | 0   | 1   | 100*1—2     | 2   | 3   | -1  | Раунд плей-офф (2009—10)               |
| «Ростов» Ростов-на-Дону    | 1      | 2   | 0   | 1   | 1   | 0,0         | 0   | 2   | -2  | Раунд плей-офф (2014—15)               |
| «Чорноморець» Новоросійськ | 1      | 2   | 0   | 0   | 2   | 100*0—2     | 0   | 6   | -6  | Перший раунд (2001—02)                 |
| Всього                     | 40     | 551 | 261 | 120 | 170 | 100*243—515 | 838 | 642 | 196 | Перемога (2004—05, 2007—08)            |

Враховуються дані за радянський період

### Кубок володарів Кубків
Точна таблиця після закриття змагання 
| Клуб               | Сезони | І   | В  | Н  | П  | % О³       | ЗМ  | ПМ | РМ | Найкраще досягнення             |
| ------------------ | ------ | --- | -- | -- | -- | ---------- | --- | -- | -- | ------------------------------- |
| «Торпедо» Москва   | 7      | 25  | 11 | 8  | 6  | 100*11—25  | 34  | 23 | 11 | 1—4 фіналу (1967—68,1986—87)    |
| «Динамо» Москва    | 5      | 35  | 18 | 8  | 9  | 100*18—35  | 51  | 31 | 20 | Фінал (1971—72)                 |
| «Локомотив» Москва | 3      | 20  | 10 | 4  | 6  | 100*10—20  | 27  | 16 | 11 | 1—2 фіналу (1997—98,1998—99)    |
| «Спартак» Москва   | 3      | 18  | 10 | 4  | 4  | 100*10—18  | 31  | 17 | 14 | 1—2 фіналу (1992—93)            |
| ЦСКА Москва        | 2      | 4   | 2  | 0  | 2  | 100*2—4    | 5   | 5  | 0  | Перший раунд (1991—92, 1994—95) |
| СКА Ростов-на-Дону | 1      | 4   | 3  | 0  | 1  | 75,0       | 6   | 2  | 4  | 1—8 фіналу (1981—82)            |
| Всього             | 21     | 106 | 54 | 24 | 28 | 100*54—106 | 154 | 94 | 60 | Фінал (1971—72)                 |

Враховуються дані за радянський період

### Суперкубок УЄФА
Таблиця після розіграшу 2008 року "
| Клуб                    | Сезони | І | В | Н | П | % О³    | ЗМ | ПМ | РМ | Найкраще досягнення |
| ----------------------- | ------ | - | - | - | - | ------- | -- | -- | -- | ------------------- |
| «Зеніт» Санкт-Петербург | 1      | 1 | 1 | 0 | 0 | 100*1—1 | 2  | 1  | 1  | Переможець (2008)   |
| ЦСКА Москва             | 1      | 1 | 0 | 0 | 1 | 100*0—1 | 1  | 3  | -2 | Фіналіст (2005)     |
| Всього                  | 2      | 2 | 1 | 0 | 1 | 100*1—2 | 3  | 4  | -1 | Перемога (2008)     |

### Кубок Інтертото
Точна таблиця після закриття змагання 
| Клуб                        | Сезони | І  | В  | Н  | П  | % О³      | ЗМ  | ПМ | РМ  | Найкраще досягнення       |
| --------------------------- | ------ | -- | -- | -- | -- | --------- | --- | -- | --- | ------------------------- |
| «Шинник» Ярославль          | 2      | 8  | 5  | 0  | 3  | 100*5—8   | 13  | 13 | 0   | Третій раунд (1998, 2004) |
| «Ростов» Ростов-на-Дону     | 2      | 8  | 2  | 1  | 5  | 100*2—8   | 7   | 18 | -11 | 1—2 фіналу (1999)         |
| «Зеніт» Санкт-Петербург     | 1      | 8  | 6  | 1  | 1  | 100*6—8   | 17  | 7  | 10  | Фіналіст (2000)           |
| «Ротор» Волгоград           | 1      | 8  | 5  | 1  | 2  | 100*5—8   | 21  | 9  | 12  | Фіналіст (1996)           |
| «Торпедо» Москва            | 1      | 6  | 5  | 0  | 1  | 100*5—6   | 13  | 5  | 8   | 1—2 фіналу (1997)         |
| «Локомотив» Нижній Новгород | 1      | 6  | 4  | 1  | 1  | 100*4—6   | 8   | 2  | 6   | 1—2 фіналу (1997)         |
| «Урал» Єкатеринбург         | 1      | 6  | 4  | 1  | 1  | 100*4—6   | 9   | 5  | 4   | 1—2 фіналу (1996)         |
| «КАМАЗ» Набережні Човни     | 1      | 6  | 4  | 1  | 1  | 100*4—6   | 10  | 7  | 3   | 1—2 фіналу (1996)         |
| «Балтика» Калінінград       | 1      | 6  | 3  | 2  | 1  | 100*3—6   | 8   | 5  | 3   | Третій раунд (1998)       |
| «Динамо» Москва             | 1      | 6  | 3  | 2  | 1  | 100*3—6   | 10  | 9  | 1   | 1—2 фіналу (1997)         |
| «Спартак» Москва            | 1      | 6  | 3  | 1  | 2  | 100*3—6   | 9   | 5  | 4   | Третій раунд (2004)       |
| «Крила Рад» Самара          | 1      | 4  | 3  | 0  | 1  | 100*3—4   | 7   | 3  | 4   | Третій раунд (2002)       |
| «Сатурн» Раменське          | 1      | 4  | 2  | 1  | 1  | 100*2—4   | 9   | 4  | 5   | Третій раунд (2008)       |
| «Рубін» Казань              | 1      | 4  | 2  | 1  | 1  | 100*2—4   | 6   | 3  | 3   | Третій раунд (2007)       |
| «Москва» Москва             | 1      | 4  | 2  | 1  | 1  | 100*2—4   | 3   | 2  | 1   | Третій раунд (2006)       |
| Всього                      | 10     | 90 | 53 | 14 | 23 | 100*53—90 | 150 | 97 | 53  | Фінал (1996, 2000)        |

### Всього в єврокубках
Точна таблиця після закінчення сезону 2014—2015 
| Клуб                        | Сезони | І    | В   | Н   | П   | % О³         | ЗМ   | ПМ   | РМ  |
| --------------------------- | ------ | ---- | --- | --- | --- | ------------ | ---- | ---- | --- |
| «Спартак» Москва            | 38     | 248  | 110 | 53  | 85  | 100*110—248  | 378  | 327  | 51  |
| «Динамо» Москва             | 22     | 111  | 49  | 28  | 34  | 44,1         | 149  | 135  | 14  |
| ЦСКА Москва                 | 21     | 128  | 52  | 29  | 47  | 40,6         | 174  | 158  | 16  |
| «Торпедо» Москва            | 20     | 77   | 34  | 21  | 22  | 100*34—77    | 115  | 80   | 35  |
| «Зеніт» Санкт-Петербург     | 17     | 138  | 69  | 28  | 41  | 100*61—122   | 219  | 160  | 59  |
| «Локомотив» Москва          | 16     | 106  | 42  | 21  | 43  | 39,6         | 143  | 134  | 9   |
| «Рубін» Казань              | 8      | 66   | 30  | 19  | 17  | 100*30—66    | 89   | 57   | 32  |
| «Аланія» Владикавказ        | 6      | 18   | 4   | 5   | 9   | 100*4—18     | 17   | 34   | -17 |
| «Ротор» Волгоград           | 5      | 22   | 10  | 4   | 8   | 100*10—22    | 41   | 30   | 11  |
| «Анжі» Махачкала            | 3      | 27   | 13  | 7   | 7   | 100*13—27    | 32   | 17   | 15  |
| «Крила Рад» Самара          | 3      | 10   | 7   | 0   | 3   | 100*7—10     | 20   | 12   | 8   |
| «Ростов» Ростов-на-Дону     | 3      | 10   | 2   | 2   | 6   | 20,0         | 7    | 20   | -13 |
| «Шинник» Ярославль          | 2      | 8    | 5   | 0   | 3   | 100*5—8      | 13   | 13   | 0   |
| «Москва» Москва             | 2      | 8    | 4   | 2   | 2   | 100*4—8      | 9    | 6    | 3   |
| «Краснодар» Краснодар       | 1      | 12   | 6   | 3   | 3   | 50,0         | 27   | 14   | 13  |
| «Кубань» Краснодар          | 1      | 10   | 5   | 3   | 2   | 100*5—10     | 13   | 8    | 5   |
| «КАМАЗ» Набережні Човни     | 1      | 6    | 4   | 1   | 1   | 100*4—6      | 10   | 7    | 3   |
| «Локомотив» Нижній Новгород | 1      | 6    | 4   | 1   | 1   | 100*4—6      | 8    | 2    | 6   |
| «Урал» Єкатеринбург         | 1      | 6    | 4   | 1   | 1   | 100*4—6      | 9    | 5    | 4   |
| «Балтика» Калінінград       | 1      | 6    | 3   | 2   | 1   | 100*3—6      | 8    | 5    | 3   |
| СКА Ростов-на-Дону          | 1      | 4    | 3   | 0   | 1   | 75,0         | 6    | 2    | 4   |
| «Сатурн» Раменське          | 1      | 4    | 2   | 1   | 1   | 100*2—4      | 9    | 4    | 5   |
| «Терек» Грозний             | 1      | 4    | 2   | 1   | 1   | 100*2—4      | 3    | 3    | 0   |
| «Сибір» Новосибірськ        | 1      | 4    | 2   | 0   | 2   | 100*2—4      | 3    | 7    | -4  |
| «Текстильник» Камишин       | 1      | 4    | 1   | 0   | 3   | 100*1—4      | 7    | 6    | 1   |
| «Амкар» Перм                | 1      | 2    | 1   | 0   | 1   | 100*1—2      | 2    | 3    | -1  |
| «Чорноморець» Новоросійськ  | 1      | 2    | 0   | 0   | 2   | 100*0—2      | 0    | 6    | -6  |
| Всього                      | 48     | 1047 | 468 | 232 | 347 | 100*468—1047 | 1511 | 1255 | 256 |

Враховуються дані за радянський період